# Samantha Stosur
Samantha Stosur, appelée Sam Stosur, née le 30 mars 1984 à Brisbane, est une joueuse de tennis australienne.
Professionnelle depuis 1999, elle a remporté neuf titres WTA en simple dames, vingt-huit en double et trois en double mixte.
En 2011, elle remporte son unique titre du Grand Chelem en simple dames à l'US Open. Elle est ainsi la première Australienne à remporter un titre du Grand Chelem depuis Evonne Goolagong à Wimbledon en 1980. Elle a également atteint la finale de Roland-Garros en 2010.
En double dames, Stosur a conquis un total de quatre titres du Grand Chelem, à l'US Open en 2005 et 2021, à Roland-Garros en 2009 et à l'Open d'Australie en 2019. Toujours dans cette spécialité, elle atteint à trois reprises la finale du tournoi de Wimbledon, en 2008, 2009 et 2011, et s'adjuge également le Masters en 2005 et 2006. En double mixte, l'Australienne s'est imposée lors de l'Open d'Australie en 2005, et à Wimbledon en 2008 et 2014.
« Sam » Stosur atteint son meilleur classement en simple lors de la saison 2011, à la quatrième place mondiale, après s'être hissée au sommet du classement WTA du double en février 2006.

## Biographie
Fille de Tony et Diane Stosur, Samantha Jane Stosur grandit aux côtés de ses deux frères, Dominic et Daniel. Après les ravages subis par le domicile familial à la suite d'inondations qui touchent la Gold Coast en 1990, la famille décide de déménager à Adélaïde où Samantha commence à jouer au tennis après s'être vue offrir par un de ses voisins une raquette pour Noël.
La jeune fille montre vite des dispositions pour le tennis et c'est son frère aîné Daniel qui encouragera ses parents à l'inscrire à des cours de tennis. À l'âge de treize ans, Samantha participe aux championnats du monde jeunes à Jakarta en Indonésie et commence une carrière professionnelle sur le circuit ITF à l'âge de quinze ans.
Au début de l'année 2000, Stosur fait ses débuts sur le circuit WTA à l'Open d'Australie où elle s'incline cependant au premier tour des qualifications. L'année 2001 la voit remporter quatre tournois ITF, trois au Japon (Ibaraki, Osaka et Kyoto) et un à domicile, à Cairns. 2002 la voit participer à nouveau à des évènements WTA avec notamment une nouvelle participation à l'Open d'Australie où elle ne s'incline qu'au troisième tour face à Daniela Hantuchová après deux victoires sur Conchita Martínez et sur Vanessa Webb.
Elle participe pour la première au tournoi de Wimbledon en 2003 où elle est stoppée dès le premier tour par Lindsay Davenport. L'année suivante marque son entrée dans l'équipe nationale australienne aux Jeux olympiques. Elle appartient également à l'équipe australienne de Fed Cup depuis 2002.
Elle est ouvertement lesbienne.

## Style de jeu
Elle a détenu le record du service le plus rapide de la WTA avec une première balle enregistrée à 208 km/h.

## Carrière tennistique
Elle révèle ses talents en 2005, spécialement dans les épreuves de double dames aux côtés de Lisa Raymond, avec qui elle remporte deux titres du Grand Chelem. En 2006, elle devient numéro un mondiale de la spécialité.
En 2007, elle contracte en Europe la maladie de Lyme, qui l'a presque poussée à mettre un terme à sa carrière.

### 2009: révélation en simple

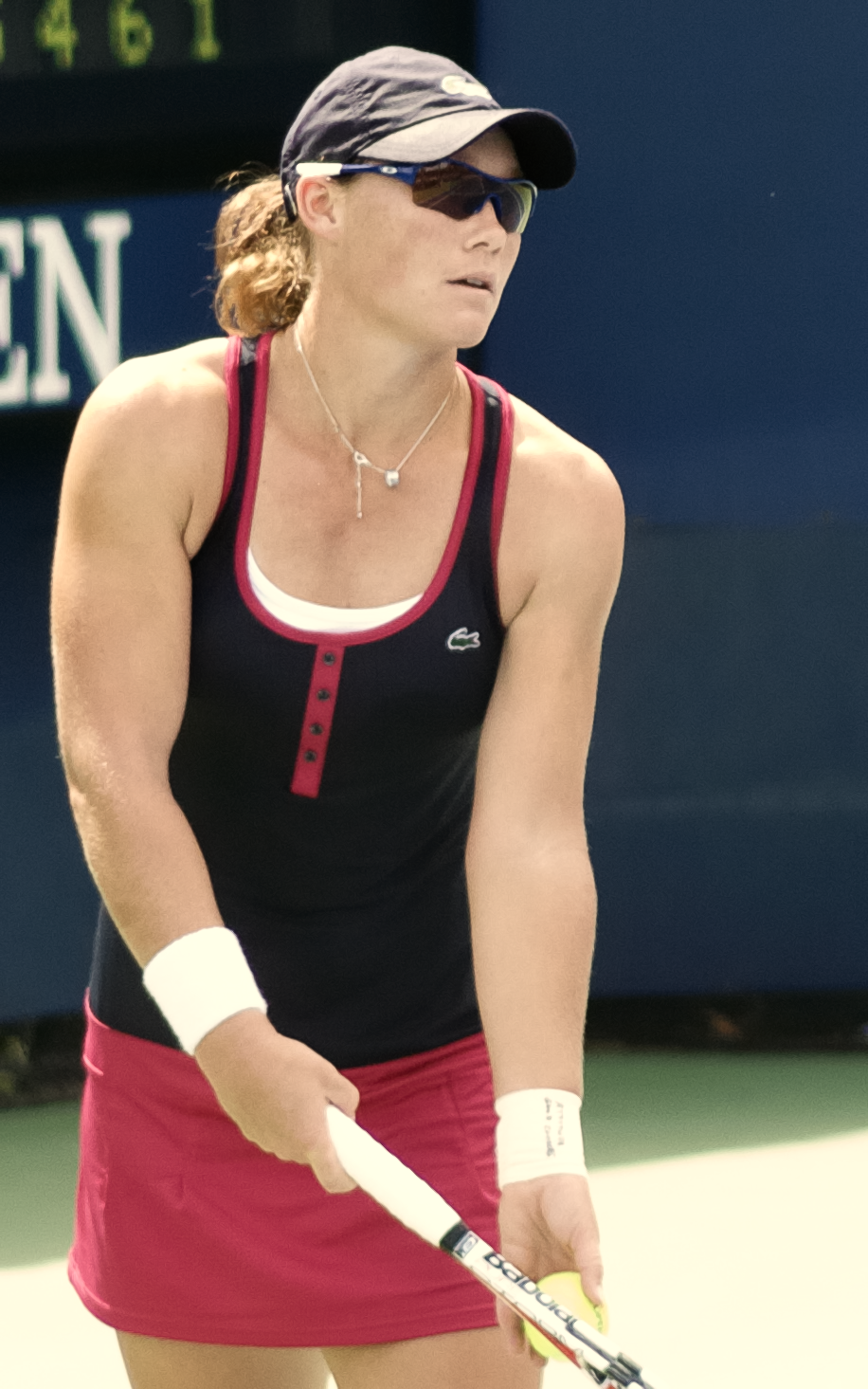
Sam Stosur à l'US Open 2009.

C'est l'année où Sam « explose » en simple et se fait connaître du grand public : elle atteint pour la première fois les demi-finales d'un tournoi du Grand Chelem à Roland-Garros en battant Francesca Schiavone (6-4, 6-2), Yanina Wickmayer et Elena Dementieva 4e mondiale, en trois manches. Puis Virginie Razzano en huitième et Sorana Cîrstea en quart dans des matchs qu'elle gagne très facilement. Mais perdra en demie (4-6, 7-65, 3-6) dans un gros combat contre la future lauréate du tournoi Svetlana Kuznetsova, 7e mondiale.
Elle obtient son meilleur classement en flirtant avec le top 10 (13e en fin de saison). Elle remporte également son 1er titre WTA à Osaka en battant en finale Francesca Schiavone (7-5, 6-1).

### 2010: première finale de Grand Chelem à Roland Garros en simple
En 2010, elle confirme et réalise les meilleures performances de sa carrière. Chez elle à Melbourne, elle déçoit en perdant en huitième contre Serena Williams (4-6, 2-6), qui remportera le tournoi.
En mars, elle atteint les demi-finales au tournoi d'Indian Wells, après avoir battue notamment les Russes Anastasia Pavlyuchenkova (6-3, 6-0) et Vera Zvonareva (6-2, 7-5), mais perdant contre la future lauréate, Jelena Janković (2-6, 4-6 : 9e mondiale). Puis au tournoi de Miami, au quatrième tour Sam prend sa revanche sur Jelena Janković (6-1, 7-69) alors 8e mondiale, mais est battue au tour suivant contre la Belge Kim Clijsters, (3-6, 5-7) future lauréate.
Elle remporte sur terre battue le tournoi de Charleston le 12 avril 2010 face à Vera Zvonareva (6-0, 6-3). Puis une autre finale, au tournoi de Stuttgart en battant Marion Bartoli et Li Na facilement, mais perdant contre Justine Henin (4-6, 6-2, 1-6). Dernier tournoi de préparation, elle perd en quart de finale à Madrid contre Venus Williams.

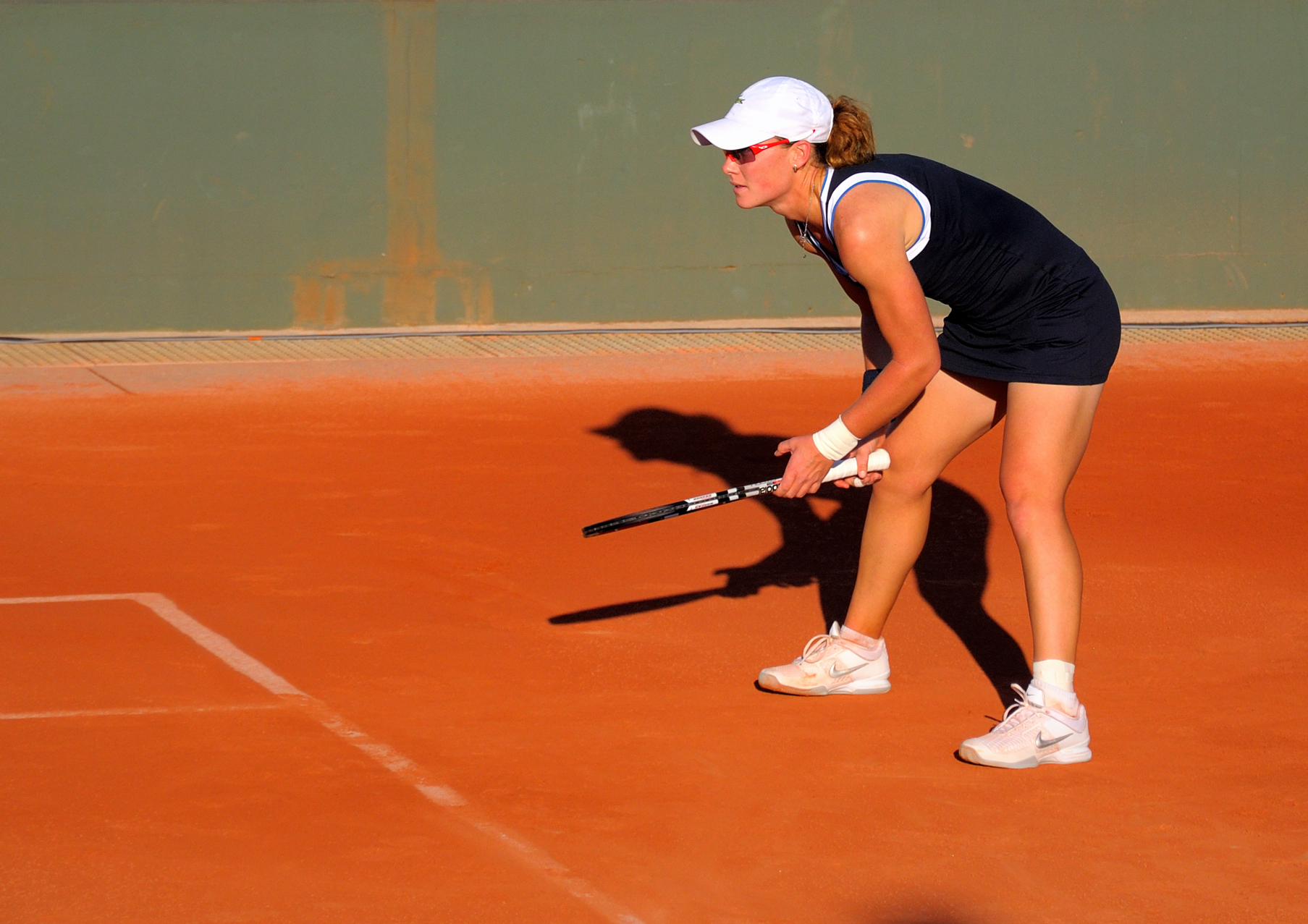
Stosur à Roland Garros 2010.

Après une saison convaincante sur terre battue qui la voit remporter vingt des 23 matchs qu'elle dispute sur cette surface, Stosur se qualifie pour la première fois dans une finale d'un tournoi du Grand Chelem à Roland-Garros. Après de solides performances face à Justine Henin (2-6, 6-1, 6-4), pourtant quadruple lauréate de l'épreuve, puis face à Serena Williams, alors classée no 1 mondiale et battue 6-8 dans l'ultime manche au terme d'un match à suspense. Après une victoire facile en demi-finales face à Jelena Janković 4e mondiale, (6-1, 6-2) en une heure. Elle finit par s'incliner le 5 juin face à Francesca Schiavone, (4-6, 6-72) en 1 h 38.
Après une performance décevante à Wimbledon (défaite au premier tour face à la no 80 mondiale Kaia Kanepi). Stosur arrive à l'US Open en étant tête de série no 5. Opposée à Elena Vesnina pour son entrée en lice, elle s'impose difficilement (3-6, 7-62, 6-1) avant d'enchaîner au deuxième tour face à sa compatriote Anastasia Rodionova, battue (6-1, 6-4), puis au troisième tour face à l'Italienne Sara Errani dont elle dispose confortablement (6-2, 6-3). Opposée en huitièmes de finale à la tête de série no 12 Elena Dementieva, Stosur parvient à renverser une situation mal engagée après avoir été menée par deux fois dans la dernière manche, à 0-3 puis de nouveau à 3-5. Après plus de deux heures et demie de jeu, Stosur s'impose finalement au tie-break du troisième set pour une victoire (6-3, 2-6, 7-62), non sans avoir écarté quatre balles de match dans le huitième jeu de la dernière manche au bout de la nuit. Elle atteint ainsi pour la première fois de sa carrière les quarts de finale à Flushing Meadows, où elle rencontre la Belge Kim Clijsters, tenante du titre et tête de série no 2. Stosur s'incline face à la future gagnante du tournoi au terme d'un nouveau match disputé après avoir pourtant mené d'un break dans le troisième set (4-6, 7-5, 3-6).
Qualifiée pour les Masters se déroulant à Doha, Stosur est placée dans le groupe bordeaux aux côtés des têtes de série no 1, 4 et 7 Caroline Wozniacki, Francesca Schiavone et Elena Dementieva en raison de l'abandon des deux sœurs Williams. Opposée en premier lieu à Schiavone qui l'avait battue en finale des Internationaux de France, Stosur parvient à s'imposer en deux manches (6-4, 6-4), après avoir été pourtant menée 0-4 dans le premier set. Elle enchaîne ensuite face à la no 1 mondiale Caroline Wozniacki, confirmant en deux manches ses bonnes dispositions du moment (6-4, 6-3). Elle s'incline ensuite face à Elena Dementieva (6-4, 4-6, 6-74) mais s'assure une place en demi-finale de la compétition grâce au gain de la seconde manche. Terminant première au sein de son groupe, Stosur retrouve la quatrième joueuse mondiale Kim Clijsters, contre qui elle s'incline pour la seconde fois consécutive en deux mois (6-73, 1-6), future lauréate.
Ces bonnes performances tout au long de l'année lui assurent cependant son meilleur classement en fin de saison, classée no 6 mondiale à trois points de la no 5 Venus Williams. Elle se distingue de plus comme étant la seule joueuse à avoir battu deux no 1 mondiales en 2010 (victoire à Roland-Garros face à Serena Williams puis face à Caroline Wozniacki aux Masters de Doha) et celle ayant le meilleur pourcentage de points marqués derrière sa seconde balle, un des points clés de son jeu en raison de l'important effet kické qu'elle parvient à imprimer à la balle.

### 2011: la consécration (premier titre du Grand Chelem à l'US Open)
Stosur débute de manière mitigée la saison 2011 en s'inclinant dès les huitièmes de finale à Brisbane face à sa compatriote Jarmila Gajdošová sur le score sans appel de 2-6, 4-6. La semaine suivante, elle s'incline une nouvelle fois en huitièmes de finale à Sydney mais montre malgré tout un niveau de jeu encourageant en disposant de la no 23 mondiale Yanina Wickmayer au premier tour avant d'offrir une belle résistance à Svetlana Kuznetsova (3-6, 3-6, 4-6). L'Open d'Australie est une grosse déception pour la native de Brisbane qui s'incline dès le troisième tour face à la 28e joueuse mondiale Petra Kvitová (6-75, 3-6). Mal à l'aise à domicile [réf. nécessaire] et sur un court où elle n'a jamais brillé, Stosur concède ainsi sa troisième défaite de l'année face à une joueuse classée au-delà du top 20 et ce malgré deux premières victoires de bon augure en ne perdant que sept jeux.
Deux semaines plus tard, Stosur prend part aux quarts de finale de Fed Cup qui opposent l'Italie à l'Australie. Maillon fort de l'équipe, Samantha n'assume cependant pas son rôle de no 1 Australienne en s'inclinant lors des deux matchs de simple qu'elle dispute, face aux no 1 et 2 Italiennes Francesca Schiavone et Flavia Pennetta contre qui elle passe à deux points de la victoire dans le tie-break du deuxième set.
Mi-février, Stosur se qualifie à Dubaï pour les premiers quarts de finale de sa saison en dominant Sara Errani (6-0, 6-1), puis la Suissesse Patty Schnyder (6-3, 6-4). Elle est cependant battue à ce stade de la compétition par Jelena Janković, no 8 mondiale en regain de forme (3-6, 7-5, 6-74). Stosur enchaîne ensuite à Indian Wells puis à Miami où elle ne brille guère, stoppée au troisième tour par Dinara Safina puis en huitièmes de finale par Maria Sharapova, future finaliste de l'épreuve.
Après des résultats décevants sur dur, Stosur retrouve au début d'avril la terre battue où elle avait fait sensation l'année passée en atteignant la finale à Roland-Garros. Tenante du titre à Charleston, elle s'incline dès les huitièmes de finale face à la no 56 mondiale Elena Vesnina au terme d'un match où elle n'aura jamais trouvé ses marques (4-6, 1-6).
Il faut donc attendre le Grand Prix de Stuttgart où Samantha fut finaliste en 2010 face à Justine Henin pour voir l'Australienne réussir sa première performance probante de l'année. Elle parvient en effet à se hisser jusqu'en demi-finales après des victoires sur María José Martínez Sánchez, vainqueur l'an passé à Rome puis sur Daniela Hantuchová. En quarts de finale, elle enregistre son premier succès de l'année sur une membre du top 10 en dominant la no 3 mondiale Vera Zvonareva au terme d'un match disputé (2-6, 6-3, 7-63). Elle est cependant défaite dans le dernier carré par l'Allemande Julia Görges, future lauréate de l'épreuve (4-6, 6-3, 5-7). Retombée au huitième rang mondial, elle est de nouveau éliminée deux semaines plus tard dès les huitièmes de finale à Madrid par Anastasia Pavlyuchenkova (7-64, 6-3). Elle concède ainsi sa neuvième défaite de la saison. La semaine suivante, Samantha Stosur est alignée à Rome où elle signe sa meilleure performance de l'année en atteignant pour la première fois de la saison une finale après des victoires contre Iveta Benešová et Polona Hercog, puis contre les cinquième et sixième joueuses mondiales, Francesca Schiavone qui l'avait battu en finale des Internationaux de France l'an passé et Li Na dont elle dispose à chaque fois en deux sets. Elle s'incline cependant en finale contre Maria Sharapova (2-6, 4-6). Malgré sa bonne performance, elle perd une place au classement WTA où elle se retrouve huitième mondiale, devancée par son bourreau en finale.
Finaliste à Roland-Garros en 2010, Samantha Stosur doit défendre beaucoup de points pour l'édition 2011. Après deux premiers tours facilement gagnés où elle élimine Iveta Benešová (6-2, 6-3) puis Simona Halep (6-0, 6-2), elle s'incline dès le 3e tour contre l'Argentine Gisela Dulko (4-6, 6-1, 3-6). Cette contre-performance la fait redescendre au dixième rang mondial.
La saison sur terre battue terminée, Stosur s'aligne au tournoi d'Eastbourne en guise de premier tournoi préparatif pour Wimbledon. Elle atteint les demi-finales après avoir notamment éliminé Nadia Petrova, Bojana Jovanovski puis la troisième joueuse mondiale, Vera Zvonareva. Elle s'incline cependant sèchement contre la Française Marion Bartoli (3-6, 1-6), future vainqueur.
Malgré des résultats encourageants sur herbe, Stosur connaît une nouvelle désillusion en Grand Chelem en s'inclinant dès le premier tour à Wimbledon face à la modeste Hongroise Melinda Czink, alors classée no 262 mondiale.
Les choses ne s'améliorent guère pour la native de Brisbane qui déçoit une nouvelle fois en s'inclinant dès son entrée en lice au Classic de Stanford face à une des joueuses en forme du moment et récente demi-finaliste à Wimbledon, l'Allemande Sabine Lisicki sur le score de 3-6, 5-7. À la suite de résultats en demi-teinte en 2011, Stosur quitte alors logiquement le top 10 au profit de la jeune Allemande Andrea Petkovic.

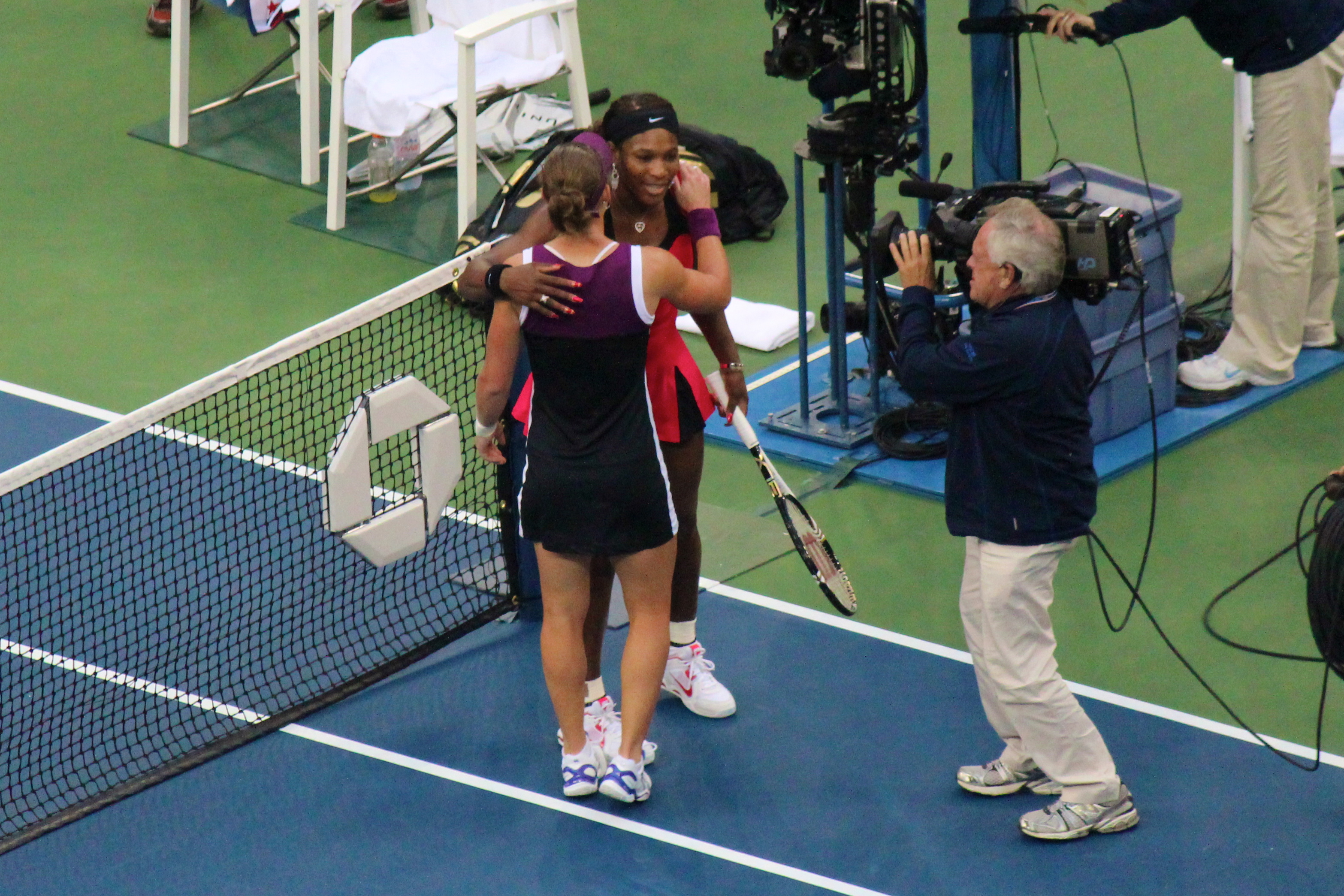
Samantha Stosur après sa victoire sur Serena Williams à l'US Open 2011.

Samantha Stosur entame sa préparation pour l'US Open à Toronto où elle retrouve quelques couleurs. Jusqu'ici en panne de confiance, elle élimine au premier tour la Japonaise Ayumi Morita (4-6, 6-2, 6-3), puis la locale Aleksandra Wozniak (6-3, 6-4) au second tour. En huitièmes de finale, elle élimine la lauréate de Roland-Garros 2011, Li Na, sur le score sans appel de 6-2, 6-4 et signe ainsi son quatrième succès en autant de rencontres face à la Chinoise. Forte de ces trois victoires, elle se qualifie pour sa deuxième finale en Premier events de l'année en venant facilement à bout de la surprenante Italienne Roberta Vinci pourtant préalablement sortie vainqueur de ses duels face à Yanina Wickmayer, Caroline Wozniacki et Ana Ivanović, puis en éliminant la Polonaise Agnieszka Radwańska (6-2, 5-7, 6-2), alors douzième mondiale. Elle s'incline cependant en finale face à Serena Williams (4-6, 2-6), qui fait un retour fracassant sur le circuit WTA.
Forte de cette finale et d'un quart de finale à Cincinnati perdu face à la numéro 4 mondiale Maria Sharapova, Sam Stosur aborde l'US Open dans une forme encourageante. Après deux victoires faciles contre Sofia Arvidsson et l'espoir Américaine Coco Vandeweghe, elle se qualifie difficilement pour les huitièmes de finale en disposant en trois sets (7-65, 6-75, 7-5) et près de trois heures de jeu de la tête de série no 24 Nadia Petrova pourtant vainqueur à quatre reprises de Samantha Stosur mais sortie perdante de leur unique confrontation en 2011. En huitièmes de finale, elle dispose de la tête de série no 25 Maria Kirilenko, non sans avoir perdu le deuxième set à l'issue du plus long tie-break en Grand Chelem de l'histoire de l'Open éra. Stosur continue sur sa lancée en disposant pour la huitième fois d'affilée de la tête de série no 2 Vera Zvonareva sur le score de 6-3, 6-3 avant de se qualifier pour sa première finale en Grand Chelem depuis Roland-Garros 2010 en éliminant en trois manches l'étonnante Angelique Kerber, alors no 92 mondiale.
Le 11 septembre, elle remporte à 27 ans son premier titre du Grand Chelem en s'imposant face à Serena Williams (6-2, 6-3), pourtant donnée favorite après sa victoire en demi-finale contre la no 1 mondiale Caroline Wozniacki,. À l'issue du tournoi, Samantha Stosur réintègre le top 10 à la septième place mondiale. Grâce à son premier succès en Grand Chelem, l'Australienne se relance dans la course à la qualification pour les Masters. Malgré une fin de saison difficile, où elle a mal géré sa nouvelle envergure de « gagnante de Grand Chelem », elle parvient à se qualifier pour la 2e année consécutive aux Masters.
Lors des Masters, Samantha Stosur s'incline en demi-finale face à Petra Kvitová, future lauréate du tournoi, après avoir notamment battu Maria Sharapova et Li Na au 1er tour, malgré une défaite face à Victoria Azarenka.

### 2012: confirmation et déception
L'année 2012 commence difficilement pour Stosur, très attendue à domicile, elle déçoit pourtant à Sydney et Brisbane, mais c'est sans doute pendant l'Open d'Australie qu'elle déçoit davantage à la suite de sa défaite dès le 1er tour face à la Roumaine Sorana Cîrstea.
Elle se fera par la suite sortir au 3e tour au terme d'un match accroché face à Nadia Petrova à Indian Wells, puis au 4e tour pour la revanche de la finale de l'US Open par Serena Williams. Elle connaîtra toutefois une finale à Doha en ayant profité en demi-finale de l'abandon de Marion Bartoli, et pour le titre elle fait face à la no 1 mondiale, Victoria Azarenka, où elle s'incline assez sèchement en deux manches (1-6, 2-6) en 1 h 7.

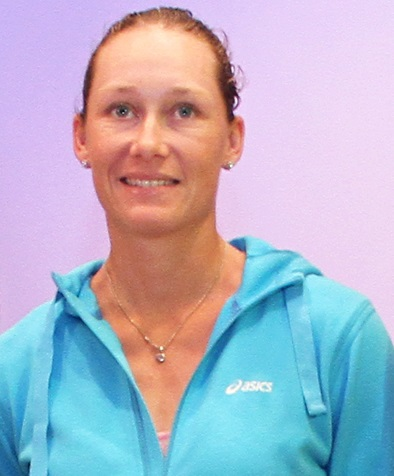
Stosur en février 2012 à Doha.

En Fed Cup, sur terre battue à Stuttgart, Stosur semble reprendre confiance en elle et en son jeu, puisqu'elle réussit à maintenir l'Australie dans le groupe mondial II face à l'Allemagne, donnée pourtant favorite. Elle ramène deux points à son pays grâce à ses victoires face à Julia Görges et Angelique Kerber.
C'est sur cette même surface qu'elle atteint par la suite les quarts de finale où elle est défaite pour la 10e fois en 11 confrontations face à Maria Sharapova, éternelle bête noire, au terme d'un match accroché où elle aura manqué une balle de match (7-65, 6-75, 5-7).
Elle est par la suite éliminée une nouvelle fois en quart de finale, au tournoi de Madrid par la Tchèque Hradecká et tombe au 3e tour face à Venus Williams à Rome le tout en deux manches.
À Roland-Garros, Stosur atteint pour la 3e fois en 4 ans le dernier carré, en battant Nadia Petrova, Sloane Stephens et Dominika Cibulková en quart sans perdre le moindre set. Favorite face à Sara Errani, elle perd cependant la partie (5-7, 6-1, 3-6). Elle gagne toutefois une place au classement WTA et retrouve la 5e place grâce à cette demi-finale.
Pour préparer Wimbledon, le tournoi du grand chelem où elle a le plus de mal, Stosur décide de s'aligner au tournoi d'Bois-le-Duc où elle est d'ailleurs tête de série no 1. Mais l'herbe ne convient décidément pas à son jeu puisqu'elle s'incline dès son entrée en lice face à la belge Kirsten Flipkens. À Wimbledon, Stosur gagne cependant des points puisqu'elle atteint le second tour après avoir facilement gagné son premier match face à l'Espagnole Carla Suárez Navarro, mais son parcours s'arrête bien vite et confirme les lacunes sur herbe de l'Australienne qui sort par la petite porte face à la jeune espoir Néerlandaise Arantxa Rus.
Stosur arrive sur le sol américain en tant que tenante du titre de l'US Open. Là, elle réalise des résultats satisfaisants. Tête de série no 7, elle gagne ses quatre premiers matchs sans trop de difficultés. Cependant, elle butte en 1/4 de finale sur Victoria Azarenka au terme d'un match sensationnel (1-6, 6-4, 6-75), la future finaliste.
Elle atteint les demi-finales à Tokyo pour la première fois de sa carrière où elle perd contre la future gagnante du tournoi, Nadia Petrova, (4-6, 2-6) ; mais après avoir battu la tête de série no 2 (6-4, 7-610) Maria Sharapova dans un deuxième set disputé. Elle perd au 2e tour à Pékin face à Julia Görges. Elle perd en demi-finale à Osaka contre Chang Kai-chen en trois manches, et atteint la finale à Moscou où elle perd contre Caroline Wozniacki en trois sets.
En tant que 9e mondiale, Stosur participe au Masters à Istanbul or cette fois c'est en tant que remplaçante (Kvitová ayant déclaré forfait à la suite de sa défaite face à Agnieszka Radwanska). Elle perd à deux reprises : d'abord face à Sara Errani (3-6, 6-2, 0-6) puis face à Maria Sharapova (0-6, 3-6). Sam finit donc la saison 2012 à la 9e place mondiale.

### 2013: déception en Grand Chelem,4eet5etitre en simple
L'année 2013 commence très difficilement pour Sam Stosur. Après des résultats quelque peu décevants, malgré un assez bon Wimbledon avec un 3e tour (défaite contre Sabine Lisicki, future finaliste), Sam confirme son retour en remportant le titre à Carlsbad contre Victoria Azarenka (6-2, 6-3). Il s'agit d'une double victoire puisqu'elle bat cette dernière pour la première fois en 9 rencontres. Il s'agit là de son 4e titre en simple, deux ans après sa fabuleuse victoire lors de l'US Open 2011.

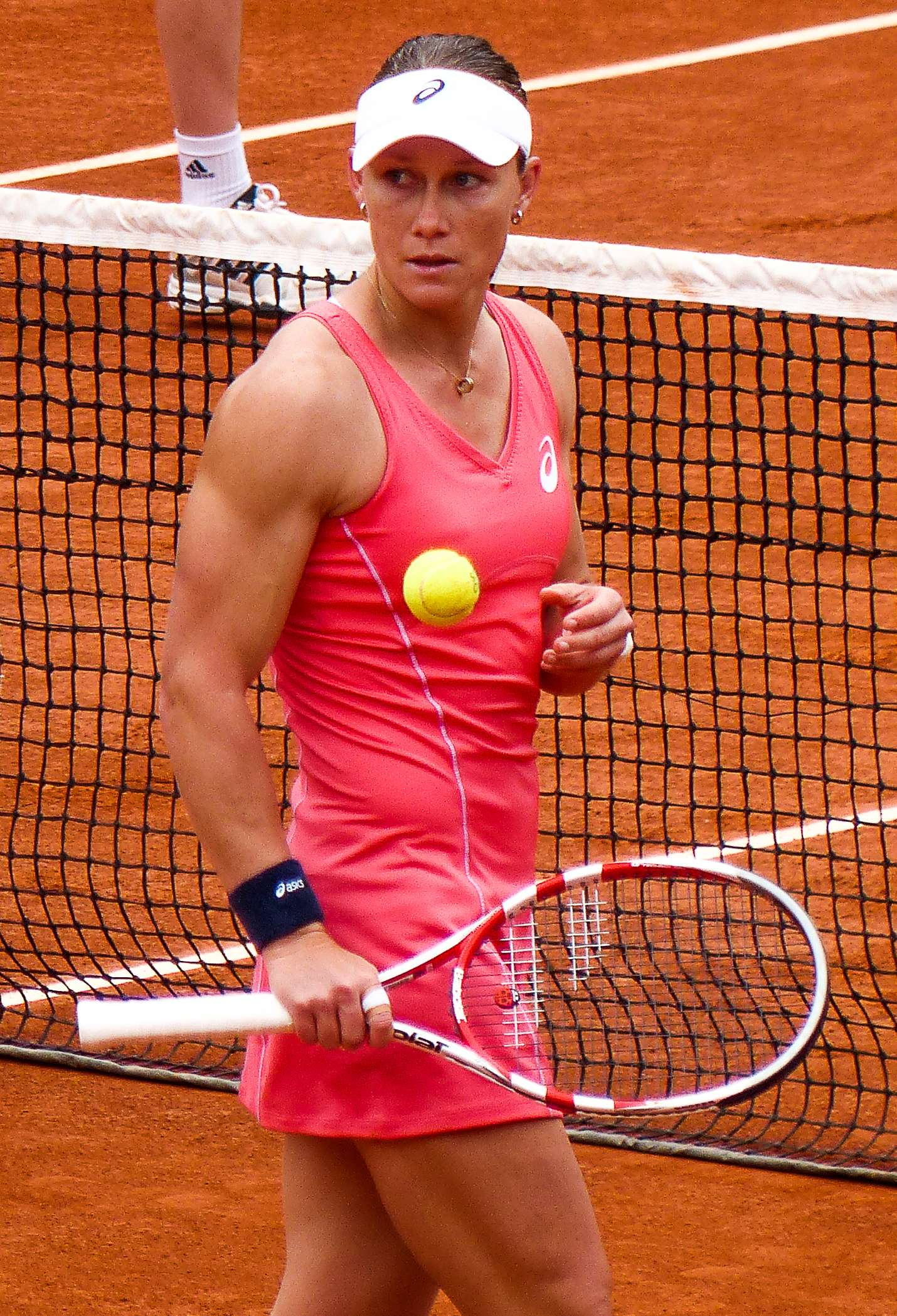
Samantha Stosur à Roland Garros 2013.

Elle enchaîne avec Toronto, un tournoi qui lui réussit bien. En effet, elle remporte ses deux premiers matchs contre Julia Glushko 5-7, 6-2, 6-3 et Suárez Navarro 1-6, 6-2, 6-3 mais tombe contre Petra Kvitová, tenante du titre au Canada (3-6, 3-6). Celle-ci met également fin à une série de 7 victoires consécutives pour l'Australienne. Son prochain tournoi est Cincinnati. Là, Sam est opposée à Svetlana Kuznetsova au 1er tour et remporte le match 6-1, 7-5. Puis, elle bat Jamie Hampton au 2e tour 6-3, 7-63. Elle perd au 3e tour contre Simona Halep, qui remporte le match 6-4, 4-6, 6-2. Le prochain tournoi de Sam est l'US Open. Énorme désillusion pour l'Australienne qui tombe face à Victoria Duval, jeune Américaine de dix-sept ans, au terme d'un match à suspense. Le score : 7-5, 4-6, 4-6. À la suite de cette défaite prématurée, Sam perd 495 points et se retrouve 18e mondiale, soit son pire classement depuis 2009.
Après quelques tournois décevants, dont une défaite à Tokyo au troisième tour face à Lucie Šafářová et une autre à Pékin une semaine plus tard face à la même joueuse, Samantha Stosur revient en force à Osaka où elle remporte le titre face à Eugenie Bouchard. Il s'agit là de son deuxième titre de la saison, son cinquième en carrière. Elle atteint de nouveau la finale à Moscou, en battant notamment Kaia Kanepi, Alizé Cornet, Ana Ivanović et Svetlana Kuznetsova le tout en deux manches. Elle perd contre la Roumaine Simona Halep (6-71, 2-6). Cette défaite met donc fin à une série de 9 victoires consécutives.
Son dernier tournoi de l'année est le Tournoi des Championnes à Sofia. Là, elle est placée dans le groupe Serdika en compagnie de Tsvetana Pironkova, Elena Vesnina et Ana Ivanović. Elle remporte son premier match contre Vesnina (6-3, 6-3) mais perd la deuxième rencontre face à Ivanović (2-6, 7-5, 2-6). Elle remporte son troisième match face à la locale Pironkova (6-1, 6-4) et se qualifie donc pour la demi-finale. Là, elle est opposée à Anastasia Pavlyuchenkova et gagne en trois sets 6-1, 1-6, 6-3. Elle accède donc à sa quatrième finale de l'année ; elle y retrouve Simona Halep, comme à Moscou, et perd au terme d'une rencontre accrochée 6-2, 2-6, 2-6. Elle termine donc l'année 2013 avec deux nouveaux titres en simple à son actif, avec un bilan de 42 victoires et 23 défaites, et se classe 18e à la WTA. Il s'agit là de sa cinquième année consécutive au sein du top 20 et seulement la deuxième fois, depuis 2009, qu'elle n'est pas membre du top 10.

### 2014: nouvelle déception en Grand Chelem et6etitreen simple
Sam défend son titre à Osaka et de ce fait, remporte le 6e titre de sa carrière en battant Zarina Diyas en finale 7-67, 6-3.

### 2015: deux Premiers titres sur terre battue européenne
L'année 2015 commence difficilement. En effet, Sam se fait battre très tôt dans la quasi-totalité de ses matchs. Cherchant à retrouver son meilleur niveau sur terre battue, 'Sammy' accepte une 'wildcard' pour le tournoi de Strasbourg; elle remporte le titre en battant Kristina Mladenovic en finale 3-6, 6-2, 6-3. Il s'agit là de son 7e titre en simple et cette victoire la repositionne comme outsider pour Roland-Garros.

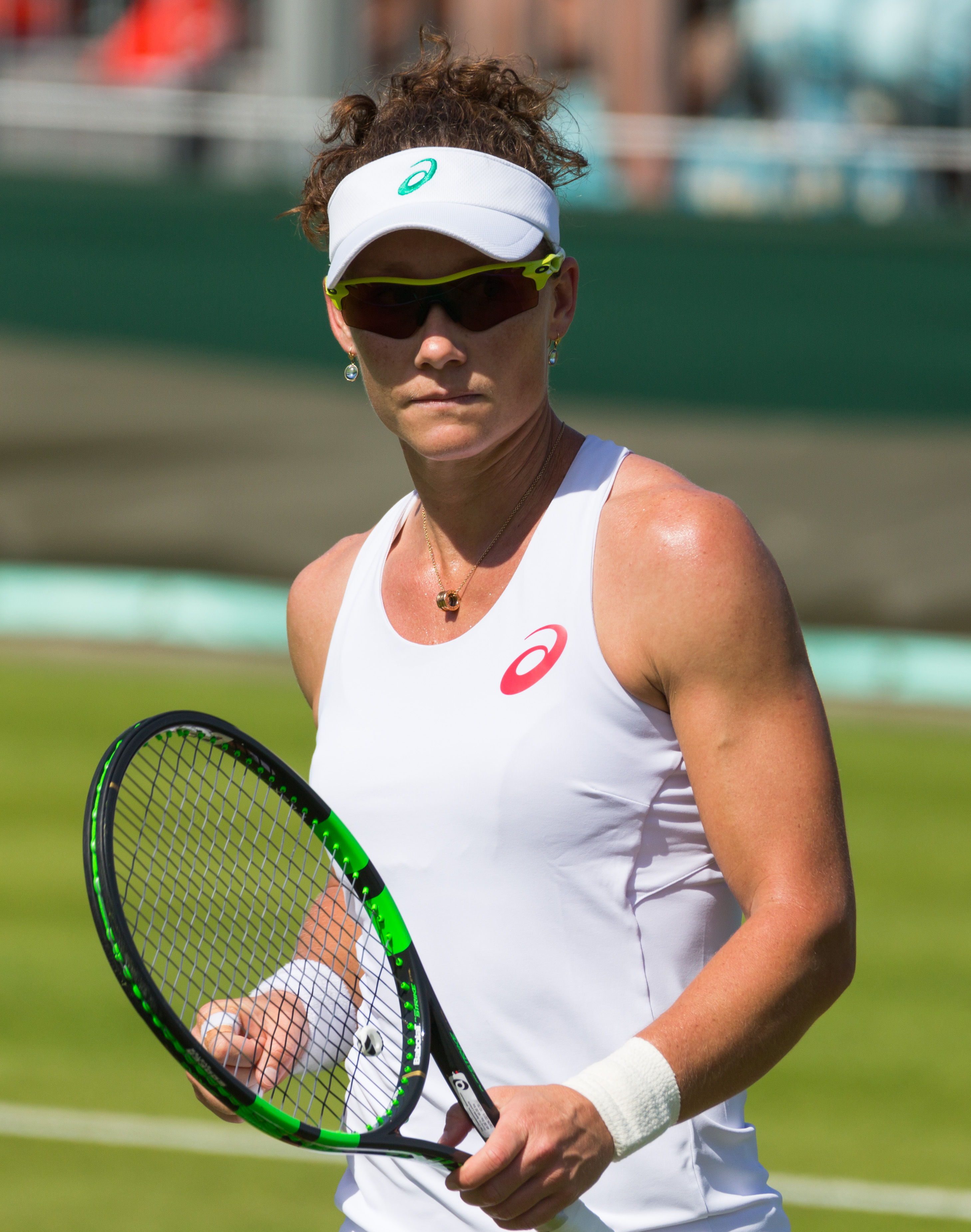
Stosur à Wimbledon 2015.

Lors de la deuxième levée du Grand Chelem, Sam bat au premier tour l’Américaine Madison Brengle 6-1, 6-3. Puis, elle atomise la Française Amandine Hesse 6-0, 6-1 après pourtant avoir mené 5-0 dans la deuxième manche. Elle perd au tour suivant contre Maria Sharapova, tenante du titre, sur le score de 3-6, 4-6.
À Wimbledon, elle atteint le 3e tour pour la troisième fois mais perd contre Coco Vandeweghe 2-6, 0-6, en perdant notamment 12 jeux de rang (elle menait 2-0 au début du match).
Elle enchaîne à Bastad ou elle bat l'Israélienne Julia Glushko 6-1, 6-1. Cependant, elle perd au 2e tour comme Lara Arruabarrena sur le score de 6-75, 0-6.
Elle s'aligne ensuite au tournoi de Bad Gastein, en Autriche. Elle bat au 1er tour la revenante Anastasija Sevastova 6-4, 4-6, 6-1. Ensuite, elle étrille la Tchèque Klára Koukalová sur le score sans appel de 6-1, 6-0. En quart de finale, elle élimine la Monténégrine Danka Kovinić 6-3, 6-2. En demi-finale, elle bat la Slovaque Anna Karolína Schmiedlová, récente gagnante au tournoi de Bucarest une semaine plus tôt, sur le score de 6-1, 7-5. À la suite de ce succès, elle accède à sa 22e finale en simple et sa deuxième de la saison, après son titre à Strasbourg. Sam retrouve l'Italienne Karin Knapp et, à la suite d'un match très disputé et extrêmement compliqué où elle fut malmenée pendant plus d'un set et demi, elle remporte son deuxième titre de la saison sur le score serré de 3-6, 7-63, 6-2. Il s'agit là du 8e titre de sa carrière.
Elle s'aligne ensuite au tournoi de Washington et tombe en demi-finale contre l'Américaine Sloane Stephens, future lauréate du tournoi, sur le score de 6-74, 0-6. Elle perd ensuite au premier tour de Toronto contre la jeune Daria Gavrilova 4-6, 4-6. Pour la dernière levée du Grand Chelem, à l'US Open, elle se qualifie pour les huitièmes de finale en battant difficilement Sara Errani mais perd contre une autre Italienne, Flavia Pennetta (4-6, 4-6), la future lauréate du tournoi.

### 2016: Demi-finale à Roland Garros

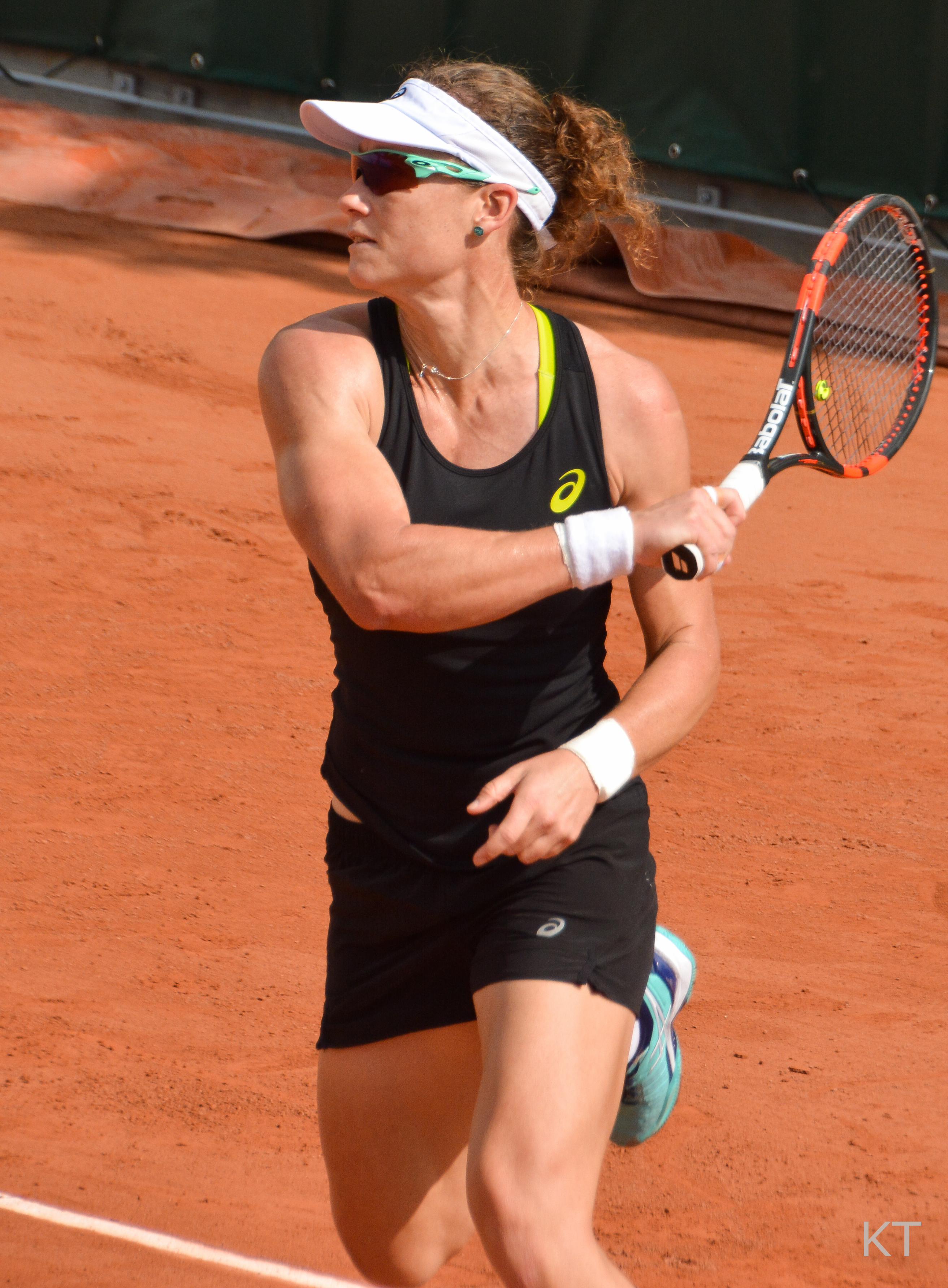
Samantha Stosur à Roland Garros 2016

Après plusieurs mois compliqués, elle rebondit lors des tournois européens sur terre battue, d'abord à Prague, où elle bat au bout du suspense Barbora Strýcová (6-3, 6-73, 7-64), puis profite du forfait de Svetlana Kuznetsova pour se qualifier pour la finale. Elle affronte Lucie Šafářová mais perd (6-3, 1-6, 4-6) malgré un bon début de match. Puis à Madrid, elle se qualifie pour les demi-finales mais perd sèchement (2-6, 0-6) contre Simona Halep, après avoir profité du forfait de Šafářová et avoir battu (4-6, 6-3, 6-2) la 11e mondiale, Carla Suárez Navarro, en huitième.
Lors du tournoi de Roland-Garros, elle se qualifie pour le troisième tour où elle affronte Lucie Šafářová, 13e mondiale et finaliste sortante. Dans un match intensif de plus de deux heures, elle vainc la Tchèque (6-3, 6-70, 7-5). En huitièmes de finale, elle fait face à Simona Halep, 6e mondiale. Alors menée 3-5, la rencontre est interrompue à cause de la pluie. Le lendemain, elle s'impose (7-60, 6-3) dans un match perturbé par les conditions météorologiques et de multiples interruptions, et se qualifie pour les quarts de finale, une première pour elle en Grand Chelem depuis l'US Open en 2012, battant ainsi deux joueuses qui l'avaient battue quelques semaines plus tôt. Elle affronte Garbiñe Muguruza 4e mondiale en demi-finale, après avoir battue Tsvetana Pironkova au tour précédent et n'avait plus atteint le dernier carré d'un Grand Chelem depuis 2012. Elle perdra assez sèchement contre l'Espagnole (2-6, 4-6) en 1 h 17, future lauréate du tournoi.

### 2017:9eet dernier titre en simple

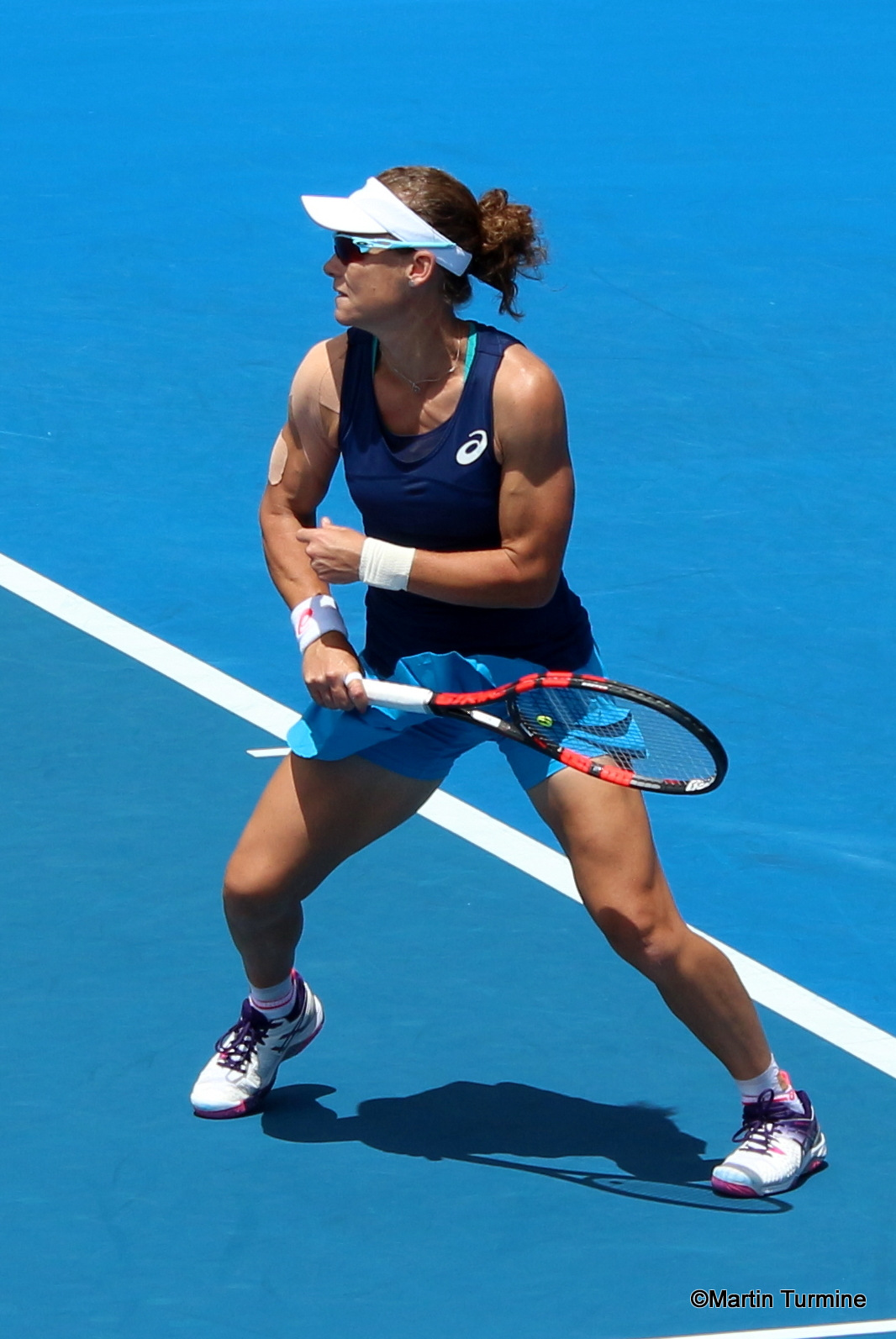
Samantha Sotsur à l'Open d'Australie 2017

Après un début d'année catastrophique, Stosur rebondit au tournoi de Strasbourg en passant facilement (6-0, 6-1) ses deux premiers tours, puis vainc Suárez Navarro (7-64, 6-4) en quart et Peng Shuai (7-6, 6-4) pour arriver en finale. Elle remporte son neuvième titre en carrière contre sa compatriote Daria Gavrilova (5-7, 6-4, 6-3) après 2 h 45 d'un gros combat.
Demi-finaliste de l'édition 2016 de Roland Garros, Samantha s'incline cette fois ci dès les huitièmes de finale face à la surprenante Jelena Ostapenko, future lauréate du tournoi.
Blessée à la main droite, elle est forcée de déclarer forfait pour les tournois d'Eastbourne et Wimbledon.

### 2018: saison décevante en simple, premier titre en double depuis 2013
L'Open d'Australie, qui se déroule dans son pays natal, ne réussit toujours pas à Samantha Stosur en 2018 : elle s'incline dès le 1er tour contre Mónica Puig, sur le score de 6-4, 6-7, 4-6, alors qu'elle avait eu une balle de match dans le deuxième set.
Lors de la saison sur terre battue, elle échoue à défendre son titre aux Internationaux de Strasbourg, où elle s'incline 4-6, 3-6 contre la Dominika Cibulková. À Roland-Garros, elle perd au troisième tour, contre la troisième mondiale, Garbiñe Muguruza.

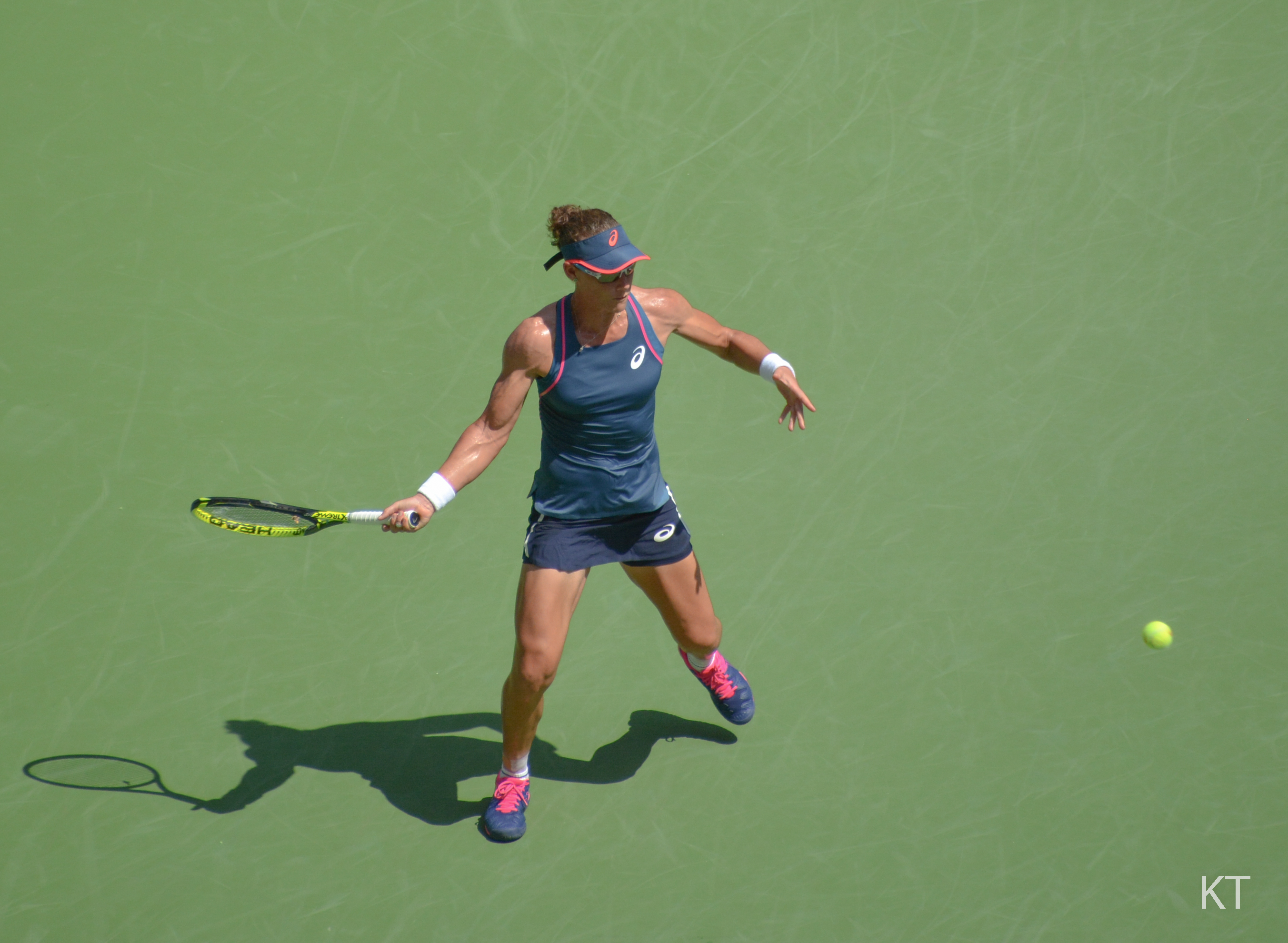
Stosur à l'US Open 2018

En simple, son meilleur résultat de 2018 est une demi-finale à l'Open de Majorque, en juin, où elle est battue sur le score de 6-7, 1-6 par la Lettone Anastasija Sevastova. À Wimbledon, elle perd au deuxième tour contre sa compatriote Daria Gavrilova. À l'US Open, opposée dès le premier tour à la tête de série no 2 Caroline Wozniacki, elle s'incline sur le score de 3-6, 2-6.
Mais cette saison 2018 est surtout marquée, pour l'Australienne, par son association victorieuse, en double, avec Zhang Shuai : ensemble, la paire se qualifie en demi-finale de l'US Open (battues par Tímea Babos et Kristina Mladenovic), et remporte quelques semaines plus tard le tournoi de Hong Kong, en disposant en finale de la paire Shuko Aoyama-Lidziya Marozava (6-4, 6-4). Il s'agit du premier titre en double pour Samantha Stosur depuis cinq ans, elle qui fut no 1 mondiale de la discipline en 2006.

### 2019: titre en double à l'Open d'Australie
La saison 2019 est marquée par la résurgence de Samantha Stosur en double, toujours associée à Zhang Shuai. La paire est ainsi, cette année-là, finaliste au tournoi de Miami, et quart de finaliste à Roland-Garros. Mais c'est à l'Open d'Australie, en début d'année, que Samantha Stosur remporte enfin ce titre du Grand Chelem "à domicile" qui manquait à son palmarès, en s'imposant en finale 6-3, 6-4 contre la paire Tímea Babos-Kristina Mladenovic, tête de série no 2. Il s'agit du premier titre du Grand Chelem de Samantha Stosur depuis son titre en double mixte à Wimbledon en 2014. L'Australienne regagne le top 10 en double en 2019, terminant la saison à la 12e place mondiale dans la discipline.
Sa saison 2019 en simple est bien plus discrète, marquée par des sorties aux premiers tours dans les tournois du Grand Chelem et une finale au tournoi de Guangzhou, en septembre, perdue 7-6, 4-6, 2-6 contre l'Américaine Sofia Kenin.

### 2020: saison écourtée en raison de la pandémie de COVID-19
Samantha Stosur ne joue que cinq matchs en 2020, quatre défaites pour une victoire (vainqueur au premier tour du tournoi de Brisbane, en janvier, face à Angelique Kerber), avant que la saison de la WTA ne soit interrompue par la pandémie de COVID-19. Le 13 juillet 2020, elle annonce la naissance de sa fille Genevieve, avec sa compagne Liz Astling.

### 2021: titre en double à l'US Open
Classée 112e mondiale en simple en début de saison 2021, Samantha Stosur commence sa saison fin janvier, au tournoi de Melbourne, où elle perd dès le premier tour contre la Tchèque Marie Bouzková, 2-6, 0-6. À l'Open d'Australie, elle passe le premier tour contre sa compatriote, Destanee Aiava, bénéficiaire d'une wildcard, avant de s'incliner au deuxième tour contre l'Américaine Jessica Pegula, 0-6, 1-6. Elle s'incline également au premier tour du tournoi d'Adélaïde contre sa compatriote Maddison Inglis.
Elle est ensuite absente de la tournée sur dur américain et de la saison européenne sur terre battue, y compris à Roland-Garros. Elle fait son retour en simple en juin, pour la tournée sur gazon, mais s'incline aux premiers tours des tournois de Birmingham, d'Eastbourne et de Wimbledon. Elle perd par ailleurs au premier tour du tournoi des Jeux Olympiques de Tokyo, contre la Kazakhe Elena Rybakina.
À l'US Open, elle est défaite d'entrée par l'Estonienne Anett Kontaveit, sur le score de 3-6, 0-6. Il s'agit de son dernier match de l'année 2021 en simple.
Mais elle affiche une nouvelle fois de belles performances en double avec Zhang Shuai, après avoir joué une partie de la saison avec Coco Vandeweghe et sa compatriote Ellen Perez (notamment pour le tournoi olympique) : ensemble, l'Australienne et la Chinoise s'imposent en effet au tournoi de Cincinnati (7-5, 6-3 en finale contre la paire composée de la Canadienne Gabriela Dabrowski et la Brésilienne Luisa Stefani) et à l'US Open (victoire en finale 6-3, 3-6, 6-3 contre les Américaines Coco Gauff et Catherine McNally). Il s'agit de son 28e titre en double. Qualifiée pour le Master de fin d'année à Guadalajara, la paire Stosur-Zhang s'incline en phase de poules.

### 2022: arrêt de sa carrière en simple
Le 29 décembre 2021, Samantha Stosur annonce que l'Open d'Australie sera son dernier tournoi en simple, mais elle continuera cependant à jouer en double dames. Elle perd au premier tour du tournoi préparatoire de Melbourne contre Lin Zhu, sur le score serré de 6-7, 6-7. À l'Open d'Australie, bénéficiaire d'une invitation, elle passe le premier tour contre une autre invitée, l'Américaine Robin Anderson, en trois sets 6-7, 6-3, 6-3. Au second tour, elle affronte Anastasia Pavlyuchenkova, tête de série no 10, et s'incline 2-6, 2-6, pour ce qui sera donc son dernier match en simple.
En double dames, associée avec Zhang Shuai, l'Australienne se hisse en demi-finale du tournoi de Melbourne. À l'Open d'Australie, toujours associée à la Chinoise, elle s'incline au deuxième tour contre la paire Magda Linette - Bernarda Pera (7-6, 1-6, 5-7).
À Wimbledon, en double mixte, elle atteint la finale, associée à son compatriote Matthew Ebden, rencontre perdue face au Britannique Neal Skupski et l'Américaine Desirae Krawczyk (4-6, 3-6).

### 2023: retraite sportive
Le 15 janvier 2023, elle annonce qu'elle prendra définitivement sa retraite après l'Open d'Australie où elle jouera en double avec la française Alizé Cornet.

## Palmarès

### Titres en simple dames
| No | Date       | Nom et lieu du tournoi                   | Catégorie | Dotation     | Surface      | Finaliste           | Score          |          |
| -- | ---------- | ---------------------------------------- | --------- | ------------ | ------------ | ------------------- | -------------- | -------- |
| 1  | 12-10-2009 | Japan Women's Open, Osaka                | Intern'l  | 220 000 $    | Dur (ext.)   | Francesca Schiavone | 7-5, 6-1       | Parcours |
| 2  | 12-04-2010 | Family Circle Cup, Charleston            | Premier   | 700 000 $    | Terre (ext.) | Vera Zvonareva      | 6-0, 6-3       | Parcours |
| 3  | 29-08-2011 | US Open, Flushing Meadows                | G. Chelem | 10 768 000 $ | Dur (ext.)   | Serena Williams     | 6-2, 6-3       | Parcours |
| 4  | 29-07-2013 | Southern California Open, Carlsbad       | Premier   | 795 707 $    | Dur (ext.)   | Victoria Azarenka   | 6-2, 6-3       | Parcours |
| 5  | 07-10-2013 | Japan Women's Open, Osaka                | Intern'l  | 235 000 $    | Dur (ext.)   | Eugenie Bouchard    | 3-6, 7-5, 6-2  | Parcours |
| 6  | 06-10-2014 | Japan Women's Open, Osaka                | Intern'l  | 250 000 $    | Dur (ext.)   | Zarina Diyas        | 7-67, 6-3      | Parcours |
| 7  | 17-05-2015 | Internationaux de Strasbourg, Strasbourg | Intern'l  | 250 000 $    | Terre (ext.) | Kristina Mladenovic | 3-6, 6-2, 6-3  | Parcours |
| 8  | 20-07-2015 | Nürnberger Gastein Ladies, Bad Gastein   | Intern'l  | 250 000 $    | Terre (ext.) | Karin Knapp         | 3-6, 7-63, 6-2 | Parcours |
| 9  | 21-05-2017 | Internationaux de Strasbourg, Strasbourg | Intern'l  | 250 000 $    | Terre (ext.) | Daria Gavrilova     | 5-7, 6-4, 6-3  | Parcours |

### Finales en simple dames
| No | Date       | Nom et lieu du tournoi                          | Catégorie | Dotation    | Surface      | Vainqueure          | Score          |          |
| -- | ---------- | ----------------------------------------------- | --------- | ----------- | ------------ | ------------------- | -------------- | -------- |
| 1  | 03-01-2005 | Uncle Tobys Hard Court, Gold Coast              | Tier III  | 170 000 $   | Dur (ext.)   | Patty Schnyder      | 1-6, 6-3, 7-5  | Parcours |
| 2  | 10-01-2005 | Medibank International, Sydney                  | Tier II   | 585 000 $   | Dur (ext.)   | Alicia Molik        | 6-75, 6-4, 7-5 | Parcours |
| 3  | 08-05-2006 | ECM Open, Prague                                | Tier IV   | 145 000 $   | Terre (ext.) | Shahar Peer         | 4-6, 6-2, 6-1  | Parcours |
| 4  | 22-09-2008 | Korea Tennis Championships, Séoul               | Tier IV   | 145 000 $   | Dur (ext.)   | Maria Kirilenko     | 2-6, 6-1, 6-4  | Parcours |
| 5  | 03-08-2009 | East West Bank Classic, Los Angeles             | Premier   | 700 000 $   | Dur (ext.)   | Flavia Pennetta     | 6-4, 6-3       | Parcours |
| 6  | 26-04-2010 | Porsche Tennis Grand Prix, Stuttgart            | Premier   | 700 000 $   | Terre (int.) | Justine Henin       | 6-4, 2-6, 6-1  | Parcours |
| 7  | 23-05-2010 | Roland-Garros, Paris                            | G. Chelem | 9 938 926 $ | Terre (ext.) | Francesca Schiavone | 6-4, 7-62      | Parcours |
| 8  | 09-05-2011 | Internazionali d'Italia, Rome                   | Premier 5 | 2 050 000 $ | Terre (ext.) | Maria Sharapova     | 6-2, 6-4       | Parcours |
| 9  | 08-08-2011 | Coupe Rogers, Toronto                           | Premier 5 | 2 050 000 $ | Dur (ext.)   | Serena Williams     | 6-4, 6-2       | Parcours |
| 10 | 10-10-2011 | Japan Women's Open, Osaka                       | Intern'l  | 220 000 $   | Dur (ext.)   | Marion Bartoli      | 6-3, 6-1       | Parcours |
| 11 | 13-02-2012 | Qatar Total Open 2012, Doha                     | Premier 5 | 2 168 400 $ | Dur (ext.)   | Victoria Azarenka   | 6-1, 6-2       | Parcours |
| 12 | 15-10-2012 | Kremlin Cup, Moscou                             | Premier   | 740 000 $   | Dur (int.)   | Caroline Wozniacki  | 6-2, 4-6, 7-5  | Parcours |
| 13 | 14-10-2013 | Kremlin Cup, Moscou                             | Premier   | 795 707 $   | Dur (int.)   | Simona Halep        | 7-61, 6-2      | Parcours |
| 14 | 28-10-2013 | WTA Tournament of Champions, Sofia              | Intern'l  | 750 000 $   | Dur (int.)   | Simona Halep        | 2-6, 6-2, 6-2  | Parcours |
| 15 | 25-04-2016 | Prague Open, Prague                             | Intern'l  | 500 000 $   | Terre (ext.) | Lucie Šafářová      | 3-6, 6-1, 6-4  | Parcours |
| 16 | 16-09-2019 | Guangzhou International Women's Open, Guangzhou | Intern'l  | 226 750 $   | Dur (ext.)   | Sofia Kenin         | 64-7, 6-4, 6-2 | Parcours |

### Titres en double dames
| No | Date       | Nom et lieu du tournoi                    | Catégorie | Dotation      | Surface         | Partenaire          | Finalistes                                 | Score            |          |
| -- | ---------- | ----------------------------------------- | --------- | ------------- | --------------- | ------------------- | ------------------------------------------ | ---------------- | -------- |
| 1  | 10-01-2005 | Medibank International Sydney             | Tier II   | 585 000 $     | Dur (ext.)      | Bryanne Stewart     | Elena Dementieva Ai Sugiyama               | forfait          | Parcours |
| 2  | 04-04-2005 | Bausch & Lomb Championships Amelia Island | Tier II   | 585 000 $     | Terre (ext.)    | Bryanne Stewart     | Květa Peschke Patty Schnyder               | 6-4, 6-2         | Parcours |
| 3  | 22-08-2005 | Pilot Pen Tennis New Haven                | Tier II   | 600 000 $     | Dur (ext.)      | Lisa Raymond        | Gisela Dulko Maria Kirilenko               | 6-2, 6-76, 6-1   | Parcours |
| 4  | 29-08-2005 | US Open Flushing Meadows                  | G. Chelem | 7 147 042 $   | Dur (ext.)      | Lisa Raymond        | Elena Dementieva Flavia Pennetta           | 6-2, 5-7, 6-3    | Parcours |
| 5  | 26-09-2005 | FORTIS Championships Luxembourg           | Tier II   | 585 000 $     | Dur (int.)      | Lisa Raymond        | Cara Black Rennae Stubbs                   | 7-5, 6-1         | Parcours |
| 6  | 10-10-2005 | Ladies Kremlin Cup Moscou                 | Tier I    | 1 300 000 $   | Moquette (int.) | Lisa Raymond        | Cara Black Rennae Stubbs                   | 6-2, 6-4         | Parcours |
| 7  | 07-11-2005 | Tour Championships Los Angeles            | Masters   | 3 000 000 $   | Dur (int.)      | Lisa Raymond        | Cara Black Rennae Stubbs                   | 6-75, 7-5, 6-4   | Parcours |
| 8  | 30-01-2006 | Pan Pacific Open Tokyo                    | Tier I    | 1 340 000 $   | Moquette (int.) | Lisa Raymond        | Cara Black Rennae Stubbs                   | 6-2, 6-1         | Parcours |
| 9  | 20-02-2006 | M. Keegan & Cellular South Cup Memphis    | Tier III  | 175 000 $     | Dur (int.)      | Lisa Raymond        | Victoria Azarenka Caroline Wozniacki       | 7-62, 6-3        | Parcours |
| 10 | 06-03-2006 | Pacific Life Open Indian Wells            | Tier I    | 2 100 000 $   | Dur (ext.)      | Lisa Raymond        | Virginia Ruano Pascual Meghann Shaughnessy | 6-2, 7-5         | Parcours |
| 11 | 20-03-2006 | NASDAQ-100 Open Miami                     | Tier I    | 3 450 000 $   | Dur (ext.)      | Lisa Raymond        | Liezel Huber Martina Navrátilová           | 6-4, 7-5         | Parcours |
| 12 | 10-04-2006 | Family Circle Cup Charleston              | Tier I    | 1 340 000 $   | Terre (ext.)    | Lisa Raymond        | Virginia Ruano Pascual Meghann Shaughnessy | 3-6, 6-1, 6-1    | Parcours |
| 13 | 29-05-2006 | Roland-Garros Paris                       | G. Chelem | 6 747 626 $   | Terre (ext.)    | Lisa Raymond        | Daniela Hantuchová Ai Sugiyama             | 6-3, 6-2         | Parcours |
| 14 | 02-10-2006 | Porsche Tennis Grand Prix Stuttgart       | Tier II   | 650 000 $     | Dur (int.)      | Lisa Raymond        | Cara Black Rennae Stubbs                   | 6-3, 6-4         | Parcours |
| 15 | 24-10-2006 | Generali Ladies Linz                      | Tier II   | 600 000 $     | Dur (int.)      | Lisa Raymond        | Corina Morariu Katarina Srebotnik          | 6-3, 6-0         | Parcours |
| 16 | 30-10-2006 | Gaz de France Stars Hasselt               | Tier III  | 175 000 $     | Moquette (int.) | Lisa Raymond        | Eléni Daniilídou Jasmin Wöhr               | 6-2, 6-3         | Parcours |
| 17 | 06-11-2006 | Sony Ericsson Championships Madrid        | Masters   | 3 000 000 $   | Dur (int.)      | Lisa Raymond        | Cara Black Rennae Stubbs                   | 3-6, 6-3, 6-3    | Parcours |
| 18 | 29-01-2007 | Pan Pacific Open Tokyo                    | Tier I    | 1 340 000 $   | Moquette (int.) | Lisa Raymond        | Vania King Rennae Stubbs                   | 7-66, 3-6, 7-5   | Parcours |
| 19 | 05-03-2007 | Pacific Life Open Indian Wells            | Tier I    | 2 100 000 $   | Dur (ext.)      | Lisa Raymond        | Chan Yung-Jan Chuang Chia-Jung             | 6-3, 7-5         | Parcours |
| 20 | 19-03-2007 | Sony Ericsson Open Miami                  | Tier I    | 3 450 000 $   | Dur (ext.)      | Lisa Raymond        | Cara Black Liezel Huber                    | 6-4, 3-6, [10-2] | Parcours |
| 21 | 07-05-2007 | German Open Berlin                        | Tier I    | 1 340 000 $   | Terre (ext.)    | Lisa Raymond        | Tathiana Garbin Roberta Vinci              | 6-3, 6-4         | Parcours |
| 22 | 18-06-2007 | Int’l Championships Eastbourne            | Tier II   | 600 000 $     | Gazon (ext.)    | Lisa Raymond        | Květa Peschke Rennae Stubbs                | 6-75, 6-4, 6-3   | Parcours |
| 23 | 18-04-2011 | Porsche Tennis Grand Prix Stuttgart       | Premier   | 721 000 $     | Terre (int.)    | Sabine Lisicki      | Kristina Barrois Jasmin Wöhr               | 6-1, 7-65        | Parcours |
| 24 | 14-10-2013 | Kremlin Cup Moscou                        | Premier   | 795 707 $     | Dur (int.)      | Svetlana Kuznetsova | Alla Kudryavtseva Anastasia Rodionova      | 6-1, 1-6, [10-8] | Parcours |
| 25 | 08-10-2018 | Hong Kong Open Hong Kong                  | Intern'l  | 226 750 $     | Dur (ext.)      | Zhang Shuai         | Shuko Aoyama Lidziya Marozava              | 6-4, 6-4         | Parcours |
| 26 | 16-01-2019 | Australian Open Melbourne                 | G. Chelem | 29 687 000 A$ | Dur (ext.)      | Zhang Shuai         | Tímea Babos Kristina Mladenovic            | 6-3, 6-4         | Parcours |
| 27 | 16-08-2021 | Western & Southern Open Cincinnati        | WTA 1000  | 2 114 989 $   | Dur (ext.)      | Zhang Shuai         | Gabriela Dabrowski Luisa Stefani           | 7-5, 6-3         | Parcours |
| 28 | 30-08-2021 | US Open Flushing Meadows                  | G. Chelem | 57 462 000 $  | Dur (ext.)      | Zhang Shuai         | Coco Gauff Catherine McNally               | 6-3, 3-6, 6-3    | Parcours |

### Finales en double dames
| No | Date       | Nom et lieu du tournoi             | Catégorie | Dotation     | Surface         | Vainqueures                                | Partenaire     | Score            |          |
| -- | ---------- | ---------------------------------- | --------- | ------------ | --------------- | ------------------------------------------ | -------------- | ---------------- | -------- |
| 1  | 01-11-2004 | Challenge Bell Québec              | Tier III  | 170 000 $    | Moquette (int.) | Carly Gullickson María Emilia Salerni      | Els Callens    | 7-5, 7-5         | Parcours |
| 2  | 31-10-2005 | Advanta Championships Philadelphie | Tier II   | 585 000 $    | Dur (int.)      | Cara Black Rennae Stubbs                   | Lisa Raymond   | 6-4, 7-64        | Parcours |
| 3  | 16-01-2006 | Australian Open Melbourne          | G. Chelem | 6 137 580 $  | Dur (ext.)      | Yan Zi Zheng Jie                           | Lisa Raymond   | 2-6, 7-67, 6-3   | Parcours |
| 4  | 22-08-2006 | Pilot Pen Tennis New Haven         | Tier II   | 600 000 $    | Dur (ext.)      | Yan Zi Zheng Jie                           | Lisa Raymond   | 6-4, 6-2         | Parcours |
| 5  | 23-06-2008 | The Championships Wimbledon        | G. Chelem | 10 524 070 $ | Gazon (ext.)    | Serena Williams Venus Williams             | Lisa Raymond   | 6-2, 6-2         | Parcours |
| 6  | 25-08-2008 | US Open Flushing Meadows           | G. Chelem | 9 350 000 $  | Dur (ext.)      | Cara Black Liezel Huber                    | Lisa Raymond   | 6-3, 7-66        | Parcours |
| 7  | 15-09-2008 | Pan Pacific Open Tokyo             | Tier I    | 1 340 000 $  | Dur (ext.)      | Vania King Nadia Petrova                   | Lisa Raymond   | 6-1, 6-4         | Parcours |
| 8  | 15-06-2009 | AEGON International Eastbourne     | Premier   | 600 000 $    | Gazon (ext.)    | Akgul Amanmuradova Ai Sugiyama             | Rennae Stubbs  | 6-4, 6-3         | Parcours |
| 9  | 22-06-2009 | The Championships Wimbledon        | G. Chelem | 9 487 267 $  | Gazon (ext.)    | Serena Williams Venus Williams             | Rennae Stubbs  | 7-64, 6-4        | Parcours |
| 10 | 17-08-2009 | Coupe Rogers Toronto               | Premier 5 | 2 000 000 $  | Dur (ext.)      | Nuria Llagostera Vives María José Martínez | Rennae Stubbs  | 2-6, 7-5, [11-9] | Parcours |
| 11 | 10-03-2010 | BNP Paribas Open Indian Wells      | PREMIER*  | 4 500 000 $  | Dur (ext.)      | Květa Peschke Katarina Srebotnik           | Nadia Petrova  | 6-4, 2-6, [10-5] | Parcours |
| 12 | 23-03-2010 | Sony Ericsson Open Miami           | PREMIER*  | 4 500 000 $  | Dur (ext.)      | Gisela Dulko Flavia Pennetta               | Nadia Petrova  | 6-3, 4-6, [10-7] | Parcours |
| 13 | 20-06-2011 | The Championships Wimbledon        | G. Chelem | 10 141 303 $ | Gazon (ext.)    | Květa Peschke Katarina Srebotnik           | Sabine Lisicki | 6-3, 6-1         | Parcours |
| 14 | 07-10-2013 | Japan Women's Open Osaka           | Intern'l  | 235 000 $    | Dur (ext.)      | Kristina Mladenovic Flavia Pennetta        | Zhang Shuai    | 6-4, 6-3         | Parcours |
| 15 | 19-03-2019 | Miami Open Miami                   | PREMIER*  | 8 359 455 $  | Dur (ext.)      | Elise Mertens Aryna Sabalenka              | Zhang Shuai    | 7-65, 6-2        | Parcours |

### Titres en double mixte
| No | Date       | Nom et lieu du tournoi      | Catégorie | Dotation     | Surface      | Partenaire     | Finalistes                    | Score            |          |
| -- | ---------- | --------------------------- | --------- | ------------ | ------------ | -------------- | ----------------------------- | ---------------- | -------- |
| 1  | 17-01-2005 | Australian Open Melbourne   | G. Chelem | 5 952 601 $  | Dur (ext.)   | Scott Draper   | Liezel Huber Kevin Ullyett    | 6-2, 2-6, [10-6] | Parcours |
| 2  | 23-06-2008 | The Championships Wimbledon | G. Chelem | 10 524 070 $ | Gazon (ext.) | Bob Bryan      | Katarina Srebotnik Mike Bryan | 7-5, 6-4         | Parcours |
| 3  | 23-06-2014 | The Championships Wimbledon | G. Chelem | 18 575 979 $ | Gazon (ext.) | Nenad Zimonjić | Chan Hao-ching Max Mirnyi     | 6-4, 6-2         | Parcours |

### Finales en double mixte
| No | Date       | Nom et lieu du tournoi      | Catégorie | Dotation     | Surface      | Vainqueures                   | Partenaire    | Score    |          |
| -- | ---------- | --------------------------- | --------- | ------------ | ------------ | ----------------------------- | ------------- | -------- | -------- |
| 1  | 12-02-2021 | Australian Open Melbourne   | G. Chelem | 617 000 $    | Dur (ext.)   | Barbora Krejčíková Rajeev Ram | Matthew Ebden | 6-1, 6-4 | Parcours |
| 2  | 27-06-2022 | The Championships Wimbledon | G. Chelem | 38 900 000 £ | Gazon (ext.) | Desirae Krawczyk Neal Skupski | Matthew Ebden | 6-4, 6-3 | Parcours |

## Parcours en Grand Chelem

### En simple dames
| Année | Open d'Australie | Open d'Australie   | Internationaux de France | Internationaux de France | Wimbledon       | Wimbledon          | US Open         | US Open               |
| ----- | ---------------- | ------------------ | ------------------------ | ------------------------ | --------------- | ------------------ | --------------- | --------------------- |
| 2000  | Q1               | Louise Latimer     | —                        | —                        | —               | —                  | —               | —                     |
| 2001  | Q1               | Nuria Llagostera   | —                        | —                        | —               | —                  | —               | —                     |
| 2002  | 1er tour (1/64)  | Gréta Arn          | —                        | —                        | —               | —                  | —               | —                     |
| 2003  | 3e tour (1/16)   | Daniela Hantuchová | Q1                       | Wynne Prakusya           | 1er tour (1/64) | Lindsay Davenport  | Q2              | Adriana Serra Zanetti |
| 2004  | 2e tour (1/32)   | Anikó Kapros       | 1er tour (1/64)          | A.-L. Grönefeld          | 1er tour (1/64) | Vera Zvonareva     | 2e tour (1/32)  | Nadia Petrova         |
| 2005  | 1er tour (1/64)  | Amélie Mauresmo    | 2e tour (1/32)           | Nathalie Dechy           | 1er tour (1/64) | Michaela Paštiková | 1er tour (1/64) | Sun Tiantian          |
| 2006  | 1/8 de finale    | Martina Hingis     | 1er tour (1/64)          | Ana Ivanović             | 2e tour (1/32)  | Amélie Mauresmo    | 1er tour (1/64) | Lucie Šafářová        |
| 2007  | 2e tour (1/32)   | Jelena Kostanić    | 3e tour (1/16)           | Nicole Vaidišová         | 2e tour (1/32)  | Milagros Sequera   | 1er tour (1/64) | Alizé Cornet          |
| 2008  | —                | —                  | 2e tour (1/32)           | Petra Kvitová            | 2e tour (1/32)  | Nicole Vaidišová   | 1er tour (1/64) | Venus Williams        |
| 2009  | 3e tour (1/16)   | Elena Dementieva   | 1/2 finale               | Svetlana Kuznetsova      | 3e tour (1/16)  | Ana Ivanović       | 2e tour (1/32)  | Vania King            |
| 2010  | 1/8 de finale    | Serena Williams    | Finale                   | Francesca Schiavone      | 1er tour (1/64) | Kaia Kanepi        | 1/4 de finale   | Kim Clijsters         |
| 2011  | 3e tour (1/16)   | Petra Kvitová      | 3e tour (1/16)           | Gisela Dulko             | 1er tour (1/64) | Melinda Czink      | Victoire        | Serena Williams       |
| 2012  | 1er tour (1/64)  | Sorana Cîrstea     | 1/2 finale               | Sara Errani              | 2e tour (1/32)  | Arantxa Rus        | 1/4 de finale   | Victoria Azarenka     |
| 2013  | 2e tour (1/32)   | Zheng Jie          | 3e tour (1/16)           | Jelena Janković          | 3e tour (1/16)  | Sabine Lisicki     | 1er tour (1/64) | Victoria Duval        |
| 2014  | 3e tour (1/16)   | Ana Ivanović       | 1/8 de finale            | Maria Sharapova          | 1er tour (1/64) | Yanina Wickmayer   | 2e tour (1/32)  | Kaia Kanepi           |
| 2015  | 2e tour (1/32)   | Coco Vandeweghe    | 3e tour (1/16)           | Maria Sharapova          | 3e tour (1/16)  | Coco Vandeweghe    | 1/8 de finale   | Flavia Pennetta       |
| 2016  | 1er tour (1/64)  | Kristýna Plíšková  | 1/2 finale               | Garbiñe Muguruza         | 2e tour (1/32)  | Sabine Lisicki     | 2e tour (1/32)  | Zhang Shuai           |
| 2017  | 1er tour (1/64)  | Heather Watson     | 1/8 de finale            | Jeļena Ostapenko         | —               | —                  | —               | —                     |
| 2018  | 1er tour (1/64)  | Mónica Puig        | 3e tour (1/16)           | Garbiñe Muguruza         | 2e tour (1/32)  | Daria Gavrilova    | 1er tour (1/64) | Caroline Wozniacki    |
| 2019  | 1er tour (1/64)  | Dayana Yastremska  | 2e tour (1/32)           | Ekaterina Alexandrova    | 1er tour (1/64) | C. Suárez Navarro  | 1er tour (1/64) | Ekaterina Alexandrova |
| 2020  | 1er tour (1/64)  | Catherine McNally  | —                        | —                        | Annulé          | Annulé             | —               | —                     |
| 2021  | 2e tour (1/32)   | Jessica Pegula     | —                        | —                        | 1er tour (1/64) | Shelby Rogers      | 1er tour (1/64) | Anett Kontaveit       |
| 2022  | 2e tour (1/32)   | A. Pavlyuchenkova  | —                        | —                        | —               | —                  | —               | —                     |

N.B. : à droite du résultat se trouve le nom de l'ultime adversaire.

### En double dames
N.B. : le nom de la partenaire se trouve sous le résultat ; les noms des ultimes adversaires se trouvent à droite.

### En double mixte
N.B. : le nom du partenaire se trouve sous le résultat ; les noms des ultimes adversaires se trouvent à droite.

## Parcours en «Premier Mandatory» et «Premier 5»
Les tournois WTA « Premier Mandatory » et « Premier 5 » (entre 2009 et 2020) et WTA 1000 (à partir de 2021) constituent les catégories d'épreuves les plus prestigieuses, après les quatre levées du Grand Chelem. 

De 2009 à 2023, les tournois Premier Mandatory (dits tournois WTA 1000 obligatoires entre 2021 et 2023) regroupent Indian Wells, Miami, Madrid et Pékin, les autres constituant les tournois Premier 5 (tournois WTA 1000 non-obligatoires). À partir de 2024, le nombre de tournois WTA 1000 passe à 10 par saison (fin de l’alternance Doha / Dubaï), ces derniers devenant tous obligatoires et offrant tous 1000 points à la vainqueure (contre 900 points précédemment pour les tournois Premier 5).

### En simple dames
| Année |       |                            |                             |                              |                              |                                 |                                   |                              |                             |                              |  |                              |
| Doha  | Dubaï | Indian Wells               | Miami                       | Madrid                       | Rome                         | Canada                          | Cincinnati                        | Pékin                        |                             | Tokyo                        |  |                              |
| Doha  | Dubaï | Indian Wells               | Miami                       | Madrid                       | Rome                         | Canada                          | Cincinnati                        | Pékin                        | Wuhan                       |                              |  |                              |
| Doha  | Dubaï | Indian Wells               | Miami                       | Madrid                       | Rome                         | Canada                          | Cincinnati                        | Pékin                        | Guadalajara                 |                              |  |                              |
| 2009  |       | Hors calendrier            | 2e tour (1/16) Zheng J.     | 2e tour (1/32) A. Radwańska  | 1/4 de finale V. Azarenka    | 2e tour (1/16) A. Chakvetadze   | 1er tour (1/32) Y. Shvedova       | 1/4 de finale E. Dementieva  |                             | 1er tour (1/32) A. Cornet    |  | 2e tour (1/16) M. Sharapova  |
| 2010  |       | Hors calendrier            | 1er tour (1/32) T. Garbin   | 1/2 finale J. Janković       | 1/4 de finale K. Clijsters   | 1/4 de finale V. Williams       |                                   |                              |                             | 1er tour (1/32) A. Sevastova |  | 2e tour (1/16) J. Görges     |
| 2011  |       | Hors catégorie             | 1/4 de finale J. Janković   | 3e tour (1/16) D. Safina     | 4e tour (1/8) M. Sharapova   | 3e tour (1/8) A. Pavlyuchenkova | Finale M. Sharapova               | Finale S. Williams           | 1/4 de finale M. Sharapova  | 2e tour (1/16) M. Kirilenko  |  | 2e tour (1/16) M. Kirilenko  |
| 2012  |       | Finale V. Azarenka         | Hors catégorie              | 3e tour (1/16) N. Petrova    | 4e tour (1/8) S. Williams    | 1/4 de finale L. Hradecká       | 3e tour (1/8) V. Williams         | 3e tour (1/8) L. Šafářová    | 1/4 de finale V. Williams   | 2e tour (1/16) J. Görges     |  | 1/2 finale N. Petrova        |
| 2013  |       | 1/4 de finale M. Sharapova | Hors catégorie              | 1/4 de finale A. Kerber      |                              | 1er tour (1/32) C. Suárez       | 1/4 de finale V. Azarenka         | 3e tour (1/8) P. Kvitová     | 3e tour (1/8) S. Halep      | 1er tour (1/32) L. Šafářová  |  | 3e tour (1/8) L. Šafářová    |
| 2014  |       | 2e tour (1/16) J. Čepelová | Hors catégorie              | 3e tour (1/16) F. Pennetta   | 3e tour (1/16) C. Vandeweghe | 3e tour (1/8) M. Sharapova      | 3e tour (1/8) Li N.               | 2e tour (1/16) S. Williams   | 2e tour (1/16) S. Williams  | 1/2 finale P. Kvitová        |  | 1er tour (1/32) Ka. Plíšková |
| 2015  |       | Hors catégorie             | 2e tour (1/16) C. Wozniacki | 3e tour (1/16) F. Pennetta   | 3e tour (1/16) V. Williams   | 3e tour (1/8) S. Kuznetsova     | 1er tour (1/32) A. Pavlyuchenkova | 1er tour (1/32) D. Gavrilova | 1er tour (1/32) T. Babos    | 2e tour (1/16) A. Petkovic   |  | 1er tour (1/32) M. Lučić     |
| 2016  |       |                            | Hors catégorie              | 4e tour (1/8) V. Azarenka    | 2e tour (1/32) J. Görges     | 1/2 finale S. Halep             | 2e tour (1/16) S. Kuznetsova      | 2e tour (1/16) D. Kasatkina  | 2e tour (1/16) B. Strýcová  | 1er tour (1/32) Zhang S.     |  | 1er tour (1/32) C. Wozniacki |
| 2017  |       | Hors catégorie             | 2e tour (1/16) A. Konjuh    | 2e tour (1/32) J. Görges     | 4e tour (1/8) S. Halep       | 3e tour (1/8) S. Halep          | 1er tour (1/32) A. Pavlyuchenkova |                              |                             | 2e tour (1/16) J. Ostapenko  |  | 1er tour (1/32) J. Teichmann |
| 2018  |       | 2e tour (1/16) A. Kerber   | Hors catégorie              | 2e tour (1/32) K. Mladenovic | 1er tour (1/64) M. Puig      | 2e tour (1/16) S. Stephens      | 1er tour (1/32) A. Van Uytvanck   |                              |                             | 1er tour (1/32) Ka. Plíšková |  | 1er tour (1/32) Zhang S.     |
| 2019  |       | Hors catégorie             |                             | 1er tour (1/64) M. Brengle   | 3e tour (1/16) A. Barty      |                                 |                                   |                              |                             |                              |  | 1er tour (1/32) A. Anisimova |
|       |       |                            |                             |                              |                              |                                 |                                   |                              |                             |                              |  |                              |
| 2021  |       | Hors catégorie             |                             |                              |                              |                                 |                                   |                              | 1er tour (1/32) E. Rybakina | Annulé                       |  | Annulé                       |

Sous le résultat, l’ultime adversaire.
1. 1 2   Les tournois de Doha et Dubaï alternent le statut de tournoi WTA 1000 (ex Premier 5) entre 2009 et 2023 : les trois premières éditions ont lieu à Dubaï, les trois suivantes à Doha, puis Dubaï accueille le tournoi de cette catégorie les années impaires et Dubaï les années paires. De 2011 à 2023, la ville qui n’accueille pas de WTA 1000 organise à la place un tournoi WTA 500 (ex Premier).
2. 1 2 3 4 5 6 7 8   L’ordre de déroulement des tournois a évolué depuis 2009 : Rome se dispute avant Madrid et Cincinnati avant Montréal/Toronto jusqu’en 2010, tandis que Tokyo/Wuhan/Guadalajara ont lieu avant Pékin jusqu’en 2023.
3. 1 2  Du fait de la pandémie de Covid-19, les tournois d’Indian Wells, de Miami, de Madrid, du Canada, de Wuhan et de Pékin sont annulés en 2020. Ces deux derniers le sont également en 2021. Pour des raisons d’organisation, le tournoi de Cincinnati 2020 a exceptionnellement lieu à Flushing Meadows à New York.

## Parcours aux Masters

### En simple dames
| # | Date       | Nom de l'édition           | ($)       | Surface    | Résultat              | Ultime adversaire | Score         |          |
| - | ---------- | -------------------------- | --------- | ---------- | --------------------- | ----------------- | ------------- | -------- |
| 1 | 26/10/2010 | WTA Championships Doha     | 4 550 000 | Dur (ext.) | 1/2 finale            | Kim Clijsters     | 7-63, 6-1     | Parcours |
| 2 | 25/10/2011 | WTA Championships Istanbul | 4 900 000 | Dur (int.) | 1/2 finale            | Petra Kvitová     | 5-7, 6-3, 6-3 | Parcours |
| 3 | 23/10/2012 | WTA Championships Istanbul | 4 900 000 | Dur (int.) | Round Robin (défaite) | Sara Errani       | 6-3, 2-6, 6-0 | Parcours |
| 3 | 23/10/2012 | WTA Championships Istanbul | 4 900 000 | Dur (int.) | Round Robin (défaite) | Maria Sharapova   | 6-0, 6-3      | Parcours |

### En double dames
| # | Date       | Nom de l'édition                   | ($)        | Surface    | Résultat    | Partenaire    | Ultimes adversaires             | Score             |          |
| - | ---------- | ---------------------------------- | ---------- | ---------- | ----------- | ------------- | ------------------------------- | ----------------- | -------- |
| 1 | 07/11/2005 | Tour Championships Los Angeles     | 3 000 000  | Dur (int.) | Victoire    | Lisa Raymond  | Cara Black Rennae Stubbs        | 6-75, 7-5, 6-4    | Parcours |
| 2 | 06/11/2006 | Sony Ericsson Championships Madrid | 3 000 000  | Dur (int.) | Victoire    | Lisa Raymond  | Cara Black Rennae Stubbs        | 3-6, 6-3, 6-3     | Parcours |
| 3 | 27/10/2009 | Sony Ericsson Championships Doha   | 4 550 000  | Dur (ext.) | 1/2 finale  | Rennae Stubbs | Cara Black Liezel Huber         | 3-6, 7-63, [10-8] | Parcours |
| 4 | 27/11/2019 | WTA Finals Shenzhen                | 14 000 000 | Dur (int.) | 1/2 finale  | Zhang Shuai   | Tímea Babos Kristina Mladenovic | 1-6, 6-4, [10-8]  | Parcours |
| 5 | 10/11/2021 | WTA Finals Guadalajara             | 5 000 000  | Dur (int.) | Round Robin | Zhang Shuai   |                                 |                   | Parcours |

## Parcours aux Jeux olympiques

### En simple dames
| # | Date       | Nom de l'olympiade                  | Surface      | Résultat        | Ultime adversaire    | Score          |          |
| - | ---------- | ----------------------------------- | ------------ | --------------- | -------------------- | -------------- | -------- |
| 1 | 15/08/2004 | Olympic Tennis Event Athènes        | Dur (ext.)   | 1er tour (1/32) | Chanda Rubin         | 6-2, 6-78, 6-0 | Parcours |
| 2 | 11/08/2008 | Olympic Tennis Event Pékin          | Dur (ext.)   | 2e tour (1/16)  | Serena Williams      | 6-2, 6-0       | Parcours |
| 3 | 28/07/2012 | Olympic Tennis Event Londres        | Gazon (ext.) | 1er tour (1/32) | Carla Suárez Navarro | 3-6, 7-5, 10-8 | Parcours |
| 4 | 06/08/2016 | Olympic Tennis Event Rio de Janeiro | Dur (ext.)   | 3e tour (1/8)   | Angelique Kerber     | 6-0, 7-5       | Parcours |
| 5 | 31/07/2021 | Olympic Tennis Event Tokyo          | Dur (ext.)   | 1er tour (1/32) | Elena Rybakina       | 6-4, 6-2       | Parcours |

### En double dames
| # | Date       | Nom de l'olympiade                  | Surface      | Résultat        | Partenaire      | Ultimes adversaires                        | Score         |          |
| - | ---------- | ----------------------------------- | ------------ | --------------- | --------------- | ------------------------------------------ | ------------- | -------- |
| 1 | 15/08/2004 | Olympic Tennis Event Athènes        | Dur (ext.)   | 1er tour (1/16) | Nicole Pratt    | Tathiana Garbin Roberta Vinci              | 6-0, 6-1      | Parcours |
| 2 | 11/08/2008 | Olympic Tennis Event Pékin          | Dur (ext.)   | 2e tour (1/8)   | Rennae Stubbs   | Anabel Medina Virginia Ruano Pascual       | 4-6, 6-4, 6-4 | Parcours |
| 3 | 28/07/2012 | Olympic Tennis Event Londres        | Gazon (ext.) | 1er tour (1/16) | Casey Dellacqua | Nuria Llagostera Vives María José Martínez | 6-1, 6-1      | Parcours |
| 4 | 06/08/2016 | Olympic Tennis Event Rio de Janeiro | Dur (ext.)   | 1er tour (1/16) | Daria Gavrilova | Timea Bacsinszky Martina Hingis            | 6-4, 4-6, 6-2 | Parcours |
| 5 | 31/07/2021 | Olympic Tennis Event Tokyo          | Dur (ext.)   | 1/4 de finale   | Ellen Perez     | Belinda Bencic Viktorija Golubic           | 6-4, 6-4      | Parcours |

### En double mixte
| # | Date       | Nom de l'olympiade                  | Surface      | Résultat       | Partenaire     | Ultimes adversaires       | Score            |          |
| - | ---------- | ----------------------------------- | ------------ | -------------- | -------------- | ------------------------- | ---------------- | -------- |
| 1 | 28/07/2012 | Olympic Tennis Event Londres        | Gazon (ext.) | 1/4 de finale  | Lleyton Hewitt | Andy Murray Laura Robson  | 6-3, 3-6, [10-8] | Parcours |
| 2 | 06/08/2016 | Olympic Tennis Event Rio de Janeiro | Dur (ext.)   | 1er tour (1/8) | John Peers     | Sania Mirza Rohan Bopanna | 7-5, 6-4         | Parcours |

## Parcours en Fed Cup
| #                                                                         | Date       | Lieu               | Surface         | Gagnante(s)                     | Perdante(s)                          | Score           |          |
| ------------------------------------------------------------------------- | ---------- | ------------------ | --------------- | ------------------------------- | ------------------------------------ | --------------- | -------- |
|                                                                           |            |                    |                 |                                 |                                      |                 |          |
| 2003 - Barrage (groupe mondial I) - Australie - Colombie - 3 : 2          |            |                    |                 |                                 |                                      |                 |          |
| 1                                                                         | 19/07/2003 | Wollongong         | Dur (int.)      | Fabiola Zuluaga                 | Samantha Stosur                      | 4-6, 6-1, 6-4   | Parcours |
|                                                                           |            |                    |                 |                                 |                                      |                 |          |
| 2004 - 1er tour (groupe mondial) - Russie - Australie - 4 : 1             |            |                    |                 |                                 |                                      |                 |          |
| 2                                                                         | 24/04/2004 | Moscou             | Moquette (int.) | Anastasia Myskina               | Samantha Stosur                      | 6-4, 6-1        | Parcours |
| 2                                                                         | 24/04/2004 | Moscou             | Moquette (int.) | Vera Zvonareva                  | Samantha Stosur                      | 6-2, 6-3        | Parcours |
|                                                                           |            |                    |                 |                                 |                                      |                 |          |
| 2004 - Barrage (groupe mondial I) - Thaïlande - Australie - 3 : 2         |            |                    |                 |                                 |                                      |                 |          |
| 3                                                                         | 10/07/2004 | Bangkapi           | Dur (int.)      | Tamarine Tanasugarn             | Samantha Stosur                      | 5-7, 6-2, 8-6   | Parcours |
| 3                                                                         | 10/07/2004 | Bangkapi           | Dur (int.)      | Samantha Stosur                 | Napaporn Tongsalee                   | 4-6, 6-0, 6-0   | Parcours |
|                                                                           |            |                    |                 |                                 |                                      |                 |          |
| 2006 - Barrage (groupe mondial II) - Suisse - Australie - 0 : 5           |            |                    |                 |                                 |                                      |                 |          |
| 4                                                                         | 15/07/2006 | Chavannes-de-Bogis | Dur (ext.)      | Samantha Stosur                 | Nicole Riner                         | 6-1, 6-2        | Parcours |
| 4                                                                         | 15/07/2006 | Chavannes-de-Bogis | Dur (ext.)      | Samantha Stosur                 | Timea Bacsinszky                     | 6-4, 6-2        | Parcours |
|                                                                           |            |                    |                 |                                 |                                      |                 |          |
| 2007 - 1er tour (groupe mondial II) - Autriche - Australie - 4 : 1        |            |                    |                 |                                 |                                      |                 |          |
| 5                                                                         | 21/04/2007 | Dornbirn           | Terre (int.)    | Tamira Paszek                   | Samantha Stosur                      | 6-1, 6-1        | Parcours |
| 5                                                                         | 21/04/2007 | Dornbirn           | Terre (int.)    | Sybille Bammer                  | Samantha Stosur                      | 6-3, 7-5        | Parcours |
| 5                                                                         | 21/04/2007 | Dornbirn           | Terre (int.)    | Samantha Stosur Rennae Stubbs   | Melanie Klaffner Yvonne Meusburger   | 6-4, 6-3        | Parcours |
|                                                                           |            |                    |                 |                                 |                                      |                 |          |
| 2009 - Barrage (groupe mondial II) - Australie - Suisse - 3 : 1           |            |                    |                 |                                 |                                      |                 |          |
| 6                                                                         | 25/04/2009 | Mildura            | Herbe (ext.)    | Samantha Stosur                 | Amra Sadiković                       | 6-1, 6-2        | Parcours |
| 6                                                                         | 25/04/2009 | Mildura            | Herbe (ext.)    | Samantha Stosur                 | Stefanie Vögele                      | 7-62, 5-7, 6-3  | Parcours |
|                                                                           |            |                    |                 |                                 |                                      |                 |          |
| 2010 - 1er tour (groupe mondial II) - Australie - Espagne - 3 : 2         |            |                    |                 |                                 |                                      |                 |          |
| 7                                                                         | 06/02/2010 | Adélaïde           | Dur (ext.)      | Samantha Stosur                 | María José Martínez                  | 2-6, 6-1, 6-4   | Parcours |
| 7                                                                         | 06/02/2010 | Adélaïde           | Dur (ext.)      | Samantha Stosur                 | Anabel Medina                        | 6-1, 6-3        | Parcours |
| 7                                                                         | 06/02/2010 | Adélaïde           | Dur (ext.)      | Samantha Stosur Rennae Stubbs   | Nuria Llagostera María José Martínez | 6-4, 6-2        | Parcours |
|                                                                           |            |                    |                 |                                 |                                      |                 |          |
| 2010 - Barrage (groupe mondial I) - Ukraine - Australie - 0 : 5           |            |                    |                 |                                 |                                      |                 |          |
| 8                                                                         | 24/04/2010 | Kharkiv            | Terre (int.)    | Samantha Stosur                 | Mariya Koryttseva                    | 6-3, 6-0        | Parcours |
| 8                                                                         | 24/04/2010 | Kharkiv            | Terre (int.)    | Samantha Stosur                 | Lyudmyla Kichenok                    | 7-64, 6-3       | Parcours |
|                                                                           |            |                    |                 |                                 |                                      |                 |          |
| 2011 - 1/4 de finale (groupe mondial) - Australie - Italie - 1 : 4        |            |                    |                 |                                 |                                      |                 |          |
| 9                                                                         | 05/02/2011 | Hobart             | Dur (ext.)      | Flavia Pennetta                 | Samantha Stosur                      | 7-65, 6-75, 6-4 | Parcours |
| 9                                                                         | 05/02/2011 | Hobart             | Dur (ext.)      | Francesca Schiavone             | Samantha Stosur                      | 7-61, 3-6, 7-5  | Parcours |
|                                                                           |            |                    |                 |                                 |                                      |                 |          |
| 2012 - 1er tour (groupe mondial II) - Suisse - Australie - 1 : 4          |            |                    |                 |                                 |                                      |                 |          |
| 10                                                                        | 04/02/2012 | Fribourg           | Terre (int.)    | Samantha Stosur                 | Timea Bacsinszky                     | 6-2, 7-5        | Parcours |
| 10                                                                        | 04/02/2012 | Fribourg           | Terre (int.)    | Samantha Stosur                 | Stefanie Vögele                      | 6-3, 6-2        | Parcours |
|                                                                           |            |                    |                 |                                 |                                      |                 |          |
| 2012 - Barrage (groupe mondial I) - Allemagne - Australie - 2 : 3         |            |                    |                 |                                 |                                      |                 |          |
| 11                                                                        | 21/04/2012 | Stuttgart          | Terre (int.)    | Samantha Stosur                 | Angelique Kerber                     | 7-61, 6-4       | Parcours |
| 11                                                                        | 21/04/2012 | Stuttgart          | Terre (int.)    | Samantha Stosur                 | Andrea Petkovic                      | 6-4, 6-1        | Parcours |
|                                                                           |            |                    |                 |                                 |                                      |                 |          |
| 2013 - 1er tour (groupe mondial) - République tchèque - Australie - 4 : 0 |            |                    |                 |                                 |                                      |                 |          |
| 12                                                                        | 09/02/2013 | Ostrava            | Dur (int.)      | Lucie Šafářová                  | Samantha Stosur                      | 7-66, 7-64      | Parcours |
| 12                                                                        | 09/02/2013 | Ostrava            | Dur (int.)      | Petra Kvitová                   | Samantha Stosur                      | 2-6, 7-63, 6-4  | Parcours |
|                                                                           |            |                    |                 |                                 |                                      |                 |          |
| 2013 - Barrage (groupe mondial I) - Suisse - Australie - 1 : 3            |            |                    |                 |                                 |                                      |                 |          |
| 13                                                                        | 20/04/2013 | Chiasso            | Terre (ext.)    | Samantha Stosur                 | Stefanie Vögele                      | 6-0, 6-4        | Parcours |
| 13                                                                        | 20/04/2013 | Chiasso            | Terre (ext.)    | Samantha Stosur                 | Romina Oprandi                       | 7-5, 6-3        | Parcours |
|                                                                           |            |                    |                 |                                 |                                      |                 |          |
| 2014 - 1er tour (groupe mondial) - Australie - Russie - 4 : 0             |            |                    |                 |                                 |                                      |                 |          |
| 14                                                                        | 08/02/2014 | Hobart             | Dur (ext.)      | Samantha Stosur                 | Veronika Kudermetova                 | 6-4, 6-0        | Parcours |
| 14                                                                        | 08/02/2014 | Hobart             | Dur (ext.)      | Samantha Stosur                 | Victoria Kan                         | 6-2, 6-3        | Parcours |
|                                                                           |            |                    |                 |                                 |                                      |                 |          |
| 2014 - 1/2 finale (groupe mondial) - Australie - Allemagne - 1 : 3        |            |                    |                 |                                 |                                      |                 |          |
| 15                                                                        | 19/04/2014 | Brisbane           | Dur (ext.)      | Andrea Petkovic                 | Samantha Stosur                      | 6-1, 7-67       | Parcours |
| 15                                                                        | 19/04/2014 | Brisbane           | Dur (ext.)      | Angelique Kerber                | Samantha Stosur                      | 4-6, 6-0, 6-4   | Parcours |
|                                                                           |            |                    |                 |                                 |                                      |                 |          |
| 2015 - 1er tour (groupe mondial) - Allemagne - Australie - 4 : 1          |            |                    |                 |                                 |                                      |                 |          |
| 16                                                                        | 07/02/2015 | Stuttgart          | Dur (int.)      | Andrea Petkovic                 | Samantha Stosur                      | 6-4, 3-6, 12-10 | Parcours |
| 16                                                                        | 07/02/2015 | Stuttgart          | Dur (int.)      | Angelique Kerber                | Samantha Stosur                      | 6-2, 6-4        | Parcours |
|                                                                           |            |                    |                 |                                 |                                      |                 |          |
| 2016 - 1er tour (groupe mondial II) - Slovaquie - Australie - 2 : 3       |            |                    |                 |                                 |                                      |                 |          |
| 17                                                                        | 06/02/2016 | Bratislava         | Dur (int.)      | Samantha Stosur                 | Jana Čepelová                        | 6-3, 6-4        | Parcours |
| 17                                                                        | 06/02/2016 | Bratislava         | Dur (int.)      | Samantha Stosur                 | Anna K. Schmiedlová                  | 7-65, 7-5       | Parcours |
| 17                                                                        | 06/02/2016 | Bratislava         | Dur (int.)      | Casey Dellacqua Samantha Stosur | Jana Čepelová Daniela Hantuchová     | 5-7, 6-1, 6-2   | Parcours |
|                                                                           |            |                    |                 |                                 |                                      |                 |          |
| 2016 - Barrage (groupe mondial I) - Australie - États-Unis - 0 : 4        |            |                    |                 |                                 |                                      |                 |          |
| 18                                                                        | 16/04/2016 | Brisbane           | Terre (ext.)    | Christina McHale                | Samantha Stosur                      | 3-6, 6-1, 7-5   | Parcours |
| 18                                                                        | 16/04/2016 | Brisbane           | Terre (ext.)    | Coco Vandeweghe                 | Samantha Stosur                      | 2-6, 7-5, 6-4   | Parcours |

## Classements WTA en fin de saison
| Année          | 2000 | 2001 | 2002 | 2003 | 2004 | 2005 | 2006 | 2007 | 2008 | 2009 | 2010 | 2011 | 2012 | 2013 | 2014 | 2015 | 2016 | 2017 | 2018 | 2019 | 2020 | 2021 | 2022 |
| Rang en simple | 682  | 271  | 265  | 153  | 65   | 46   | 29   | 47   | 52   | 13   | 6    | 6    | 9    | 18   | 23   | 27   | 21   | 41   | 72   | 96   | 112  | 378  | 539  |
| Rang en double | –    | 291  | 131  | 141  | 53   | 2    | 1    | 5    | 14   | 7    | 35   | 33   | 107  | 47   | 67   | 62   | 123  | 98   | 69   | 12   | 31   | 16   | 113  |

Source : (en) Classements de Samantha Stosur sur le site officiel de la Fédération internationale de tennis

## Records et statistiques

### Confrontations avec ses principales adversaires
Confrontations lors des différents tournois WTA avec ses principales adversaires (8 confrontations minimum et avoir été membre du top 10). Classement par pourcentage de victoires.
Les joueuses retraitées sont en gris.
| Joueuse              | Meilleur classement | Confrontations | Victoires | Défaites | Pourcentage de victoires | Dernière confrontation                            |
| -------------------- | ------------------- | -------------- | --------- | -------- | ------------------------ | ------------------------------------------------- |
| Victoria Azarenka    | 1                   | 11             | 1         | 10       | 9                        | défaite (1-6, 1-6) en Fed Cup 2019                |
| Maria Sharapova      | 1                   | 17             | 2         | 15       | 11,8                     | défaite (3-6, 4-6) à Roland Garros 2015           |
| Petra Kvitová        | 2                   | 8              | 1         | 7        | 12,5                     | défaite (6-3, 7-5, 2-6) à Beijing 2014            |
| Venus Williams       | 1                   | 8              | 1         | 7        | 12,5                     | défaite (4-6, 6-7) à Miami 2015                   |
| Lucie Šafářová       | 5                   | 15             | 4         | 11       | 26,7                     | victoire (6-3, 6-7, 7-5) à Roland Garros 2016     |
| Serena Williams      | 1                   | 11             | 3         | 8        | 27,3                     | victoire par forfait à Beijing 2014               |
| Jelena Janković      | 1                   | 10             | 3         | 7        | 30                       | victoire (6-1, 6-3) à Charleston 2017             |
| Amélie Mauresmo      | 1                   | 8              | 3         | 5        | 37,5                     | victoire (6-4, 6-4) à Miami 2009                  |
| Caroline Wozniacki   | 1                   | 13             | 5         | 8        | 38,5                     | défaite (3-6, 2-6) à l'US Open 2018               |
| Simona Halep         | 1                   | 10             | 4         | 6        | 40                       | défaite (4-6, 6-4, 4-6) à Madrid 2017             |
| Nadia Petrova        | 3                   | 10             | 4         | 6        | 40                       | victoire (6-2, 6-3) à Eastbourne 2013             |
| Angelique Kerber     | 1                   | 10             | 4         | 6        | 40                       | victoire (7-6, 7-6) Brisbane 2020                 |
| Svetlana Kuznetsova  | 2                   | 9              | 4         | 5        | 44,4                     | défaite (4-6, 4-6) à Rome 2016                    |
| Ana Ivanović         | 1                   | 8              | 4         | 4        | 50                       | défaite (7-6, 4-6, 2-6) à l'Open d'Australie 2014 |
| Maria Kirilenko      | 10                  | 8              | 4         | 4        | 50                       | défaite (5-7, 6-1, 5-7) à Beijing 2011            |
| Carla Suárez Navarro | 6                   | 9              | 5         | 4        | 56,6                     | défaite (2-6, 5-7) à Wimbledon 2019               |
| Jelena Janković      | 1                   | 8              | 5         | 3        | 62,5                     | victoire (7-5, 7-5) à l'US Open 2017              |
| Sara Errani          | 5                   | 9              | 6         | 3        | 66,7                     | défaite (4-6, 6-7) à Charleston 2016              |
| Francesca Schiavone  | 4                   | 14             | 10        | 4        | 71,4                     | victoire (6-3, 6-2) à Gstaad 2018                 |
| Vera Zvonareva       | 2                   | 11             | 8         | 3        | 72,7                     | défaite (6-4, 2-6, 2-6) à Indian Wells 2020       |
| Dominika Cibulková   | 4                   | 8              | 6         | 2        | 75                       | victoire (3-6, 6-3, 6-4) à Sydney 2019            |
| Daniela Hantuchová   | 5                   | 8              | 7         | 1        | 87,5                     | victoire (6-4, 6-2) à Sydney 2016                 |